# Muzeum městské hromadné dopravy v Praze

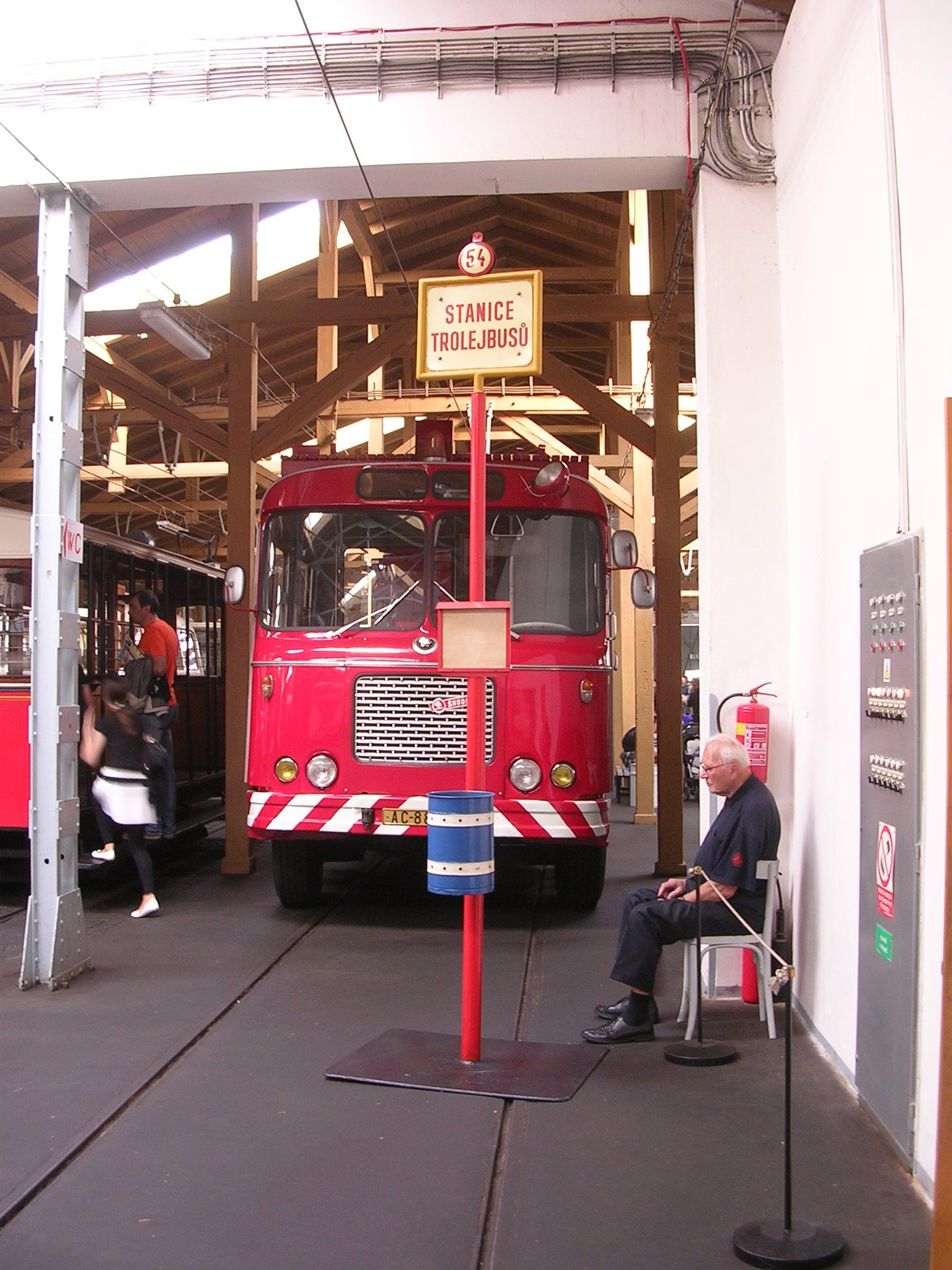
Trolejbusový zastávkový sloupek, trolejová věž LIAZ-Schörling a hlídač expozice

Muzeum městské hromadné dopravy v Praze otevřel v květnu 1993 Dopravní podnik hl. m. Prahy a. s. ve vozovně Střešovice v souvislosti s ukončením jejího pravidelného provozu v roce 1992. Vozidla z muzejních sbírek jsou chráněna jako technické památky, rovněž sama vozovna byla koncem roku 1991 prohlášena za technickou památku.

## Historie muzea
K prvním tradicím využití historických vozidel patřily tzv. jubilejní jízdy. Již 28. září 1925 se konala slavnostní jízda dvou otevřených vozů koňky a několika různých elektrických tramvají i zcela nových autobusů u příležitosti 50. výročí zahájení provozu pražské koňky, v trase její nejstarší trasy. 18. září 1947 se konala jubilejní jízda u příležitosti 50. výročí založení městského dopravního podniku. Roku 1956 byl historický vůz koňky i moderní vozidla vystaveny v Parku kultury a oddechu Julia Fučíka v Bubenči v rámci I. celostátní výstavy místního hospodářství. V létě 1962 se konala náborově pojatá jízda u příležitosti 30. výročí vozovny Vokovice, 18. listopadu 1962 jel konvoj z Parku kultury k Andělu na počest 110. výročí historie podniku Tatra n. p., nástupce někdejší Ringhofferovy továrny.
V roce 1964 byla sbírka historických vozidel soustředěna na 4. a 5. kolej do vozovny Pankrác a později ve vozovně Vokovice a uvažovalo se o zřízení muzea, pro jeho umístění padaly návrhy na vozovny Střešovice, Švábky, Karlín, Orionka, Valentinka či Košíře. 12. září 1965 se konala další, dosud největší jubilejní jízda, z náměstí I. P. Pavlova do Parku kultury, s 20 vozy sestavenými do 13 vlaků a dvěma doprovodnými nekolejovými vozidly. Od roku 1969 se uvažovalo o tom, že by pro stálou expozici byly využity 25.–30. kolej vozovny Vokovice, které dosud sloužily jako lakovna a uvolnily se přestěhováním této činnosti do nových ústředních dílen v Hostivaři. Uvažovalo se o tom, že by muzeum mělo vlastní vchod přímo z ulice. V roce 1969 a na jaře 1971 se do vokovické vozovny přestěhovala vozidla z Pankráce. Na dvoře vozovny se konaly jednou až dvakrát ročně výstavy vozidel. 28. září 1975 se opět konala jubilejní jízda, v trase Radlická – Park kultury. V průvodu 15. září 1985 z Mánesova mostu přes Lazarskou k Parku kultury se poprvé představily i nákladní a pracovní vozy. V roce 1987 konala vozovna Pankrác akci k 60. výročí a roku 1988 vozovna Strašnice k 80. výročí, vozovna Střešovice uspořádala v roce 1989 na dvoře výstavku k 80. výročí a roku 1991 se konala jízda u příležitosti Všeobecné československé výstavy. V letech 1991–1992 se konalo celkem 24 výstav na dvoře vokovické vozovny, naposledy 30. a 31. května 1992. V té době bylo 44 historických vozidel deponováno na 1.–6. koleji.
Dne 26. srpna 1992 vydalo vedení odštěpného závodu Elektrické dráhy pokyn s názvem „Změna poslání a organizační struktury dopravní provozovny Střešovice“. Od 1. září 1992 přestaly být z vozovny vypravovány vlaky na běžné linky, bylo zde vytvořeno středisko smluvních jízd a postupně sem byly soustředěny sbírky z Vokovic. 14. května 1993 zde bylo slavnostně otevřeno Muzeum MHD. Jubilejní jízdy 23. září 1995 a 18. září 2005 se děly již pod patronací muzea.

## Uspořádání a provoz
Muzeum je přístupné pouze o sobotách a nedělích v letní sezoně (cca duben až listopad), výjimečně či na vyžádání i jindy. Volně přístupný je dvůr vozovny a občerstvení, které se nachází v objektu bývalé výpravny u vrátnice. V kolejovém oblouku u horních vrat vozovny je na dvoře vyznačena výstupní i nástupní zastávka historické tramvajové linky č. 41, která jezdí pouze o sobotách a nedělích v letní sezóně.
Výstavní prostory se nacházejí na 10 kolejích v západních dvou lodích vozovny, vstup je vraty nejzápadnější koleje a pokladna je umístěna hned za vraty. V objektu jsou vystaveny historické tramvaje, autobusy i trolejbusy i další stálé výstavy. Východní dvě lodě, rovněž s deseti kolejemi, slouží jako depozitář a dílny pro exponáty, které jsou rozpracované nebo se do expozice nevešly, je zde i jeden vagon metra typu Ečs na samostatné podbetonované koleji. Ve východních, veřejnosti nepřístupných lodích se nacházejí také vozidla, která jsou používána pro smluvní jízdy a pro provoz historické tramvajové linky č. 41, a provádí se zde operativní servis vozidel z běžných linek.
Při dnech otevřených dveří a jiných příležitostech bývá vstup do muzea zdarma a na dvoře vozovny bývá expozice moderních vozidel nebo i vybraných historických exponátů, které nejsou součástí stálé expozice.
Zaměstnanci Dopravního podniku hl. m. Prahy, jejich rodinní příslušníci, důchodci DP, držitelé senior pasů a děti do 6 let mají vstup do muzea zdarma.

## Sbírky muzea
Soubor historických vozidel byl prohlášen za památku poprvé v roce 1975. Poté 21. července 1998 byl soubor 50 historických vozidel a 34 dalších sbírkových předmětů opět prohlášen Ministerstvem kultury ČR za kulturní památku.
Sbírka muzea obsahuje přibližně 50 vozidel, přičemž jednoznačně převažují tramvaje, součástí expozice je však i několik autobusů, trolejbusů a servisních vozidel. Jsou zde vystaveny i modely některých vozidel, která se do dnešních dob nedochovala, mezi nimi i model vlaku metra typu Tatra R1, který nikdy nebyl reálně nasazen. Ne všechna sbírková vozidla jsou aktuálně vystavená ve veřejně přístupné části muzea – část z nich se nachází v té části vozovny, která slouží jako depozitář. Některé exponáty jsou zapůjčené od jiných institucí, například modely vozidel od Muzea hlavního města Prahy.

### Tramvajové vozy

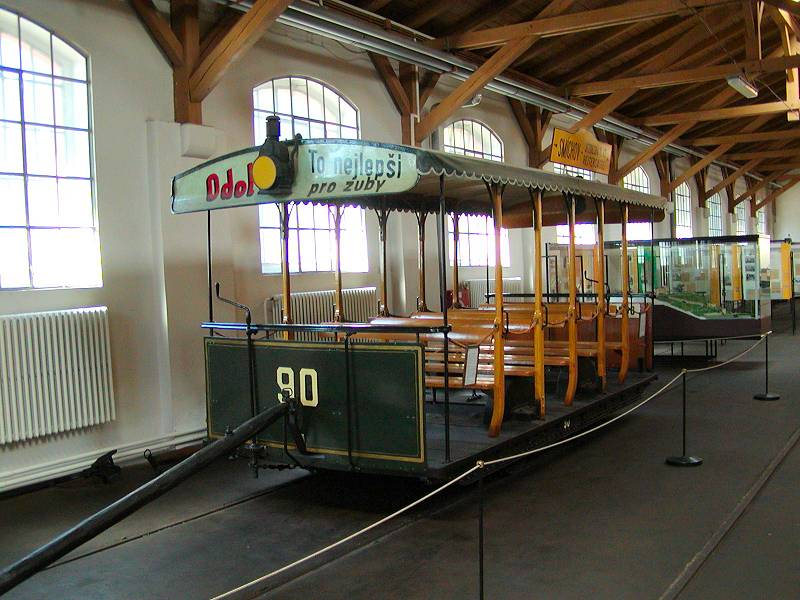
Vůz koňské tramvaje vystavený v expozici Muzea MHD (od té doby byl exponát doplněn o pár vycpaných koní)

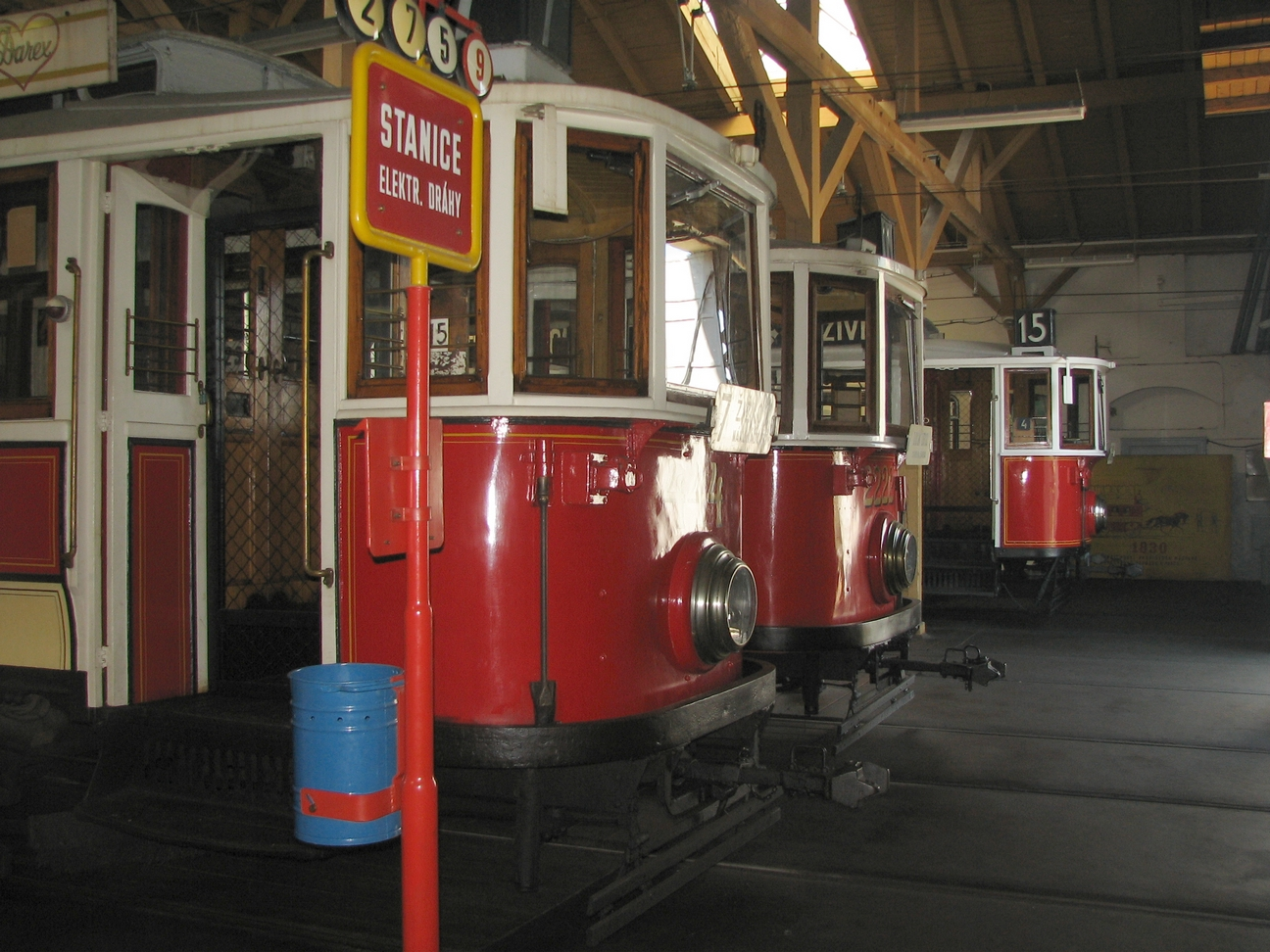
Elektrické tramvaje Ringhoffer

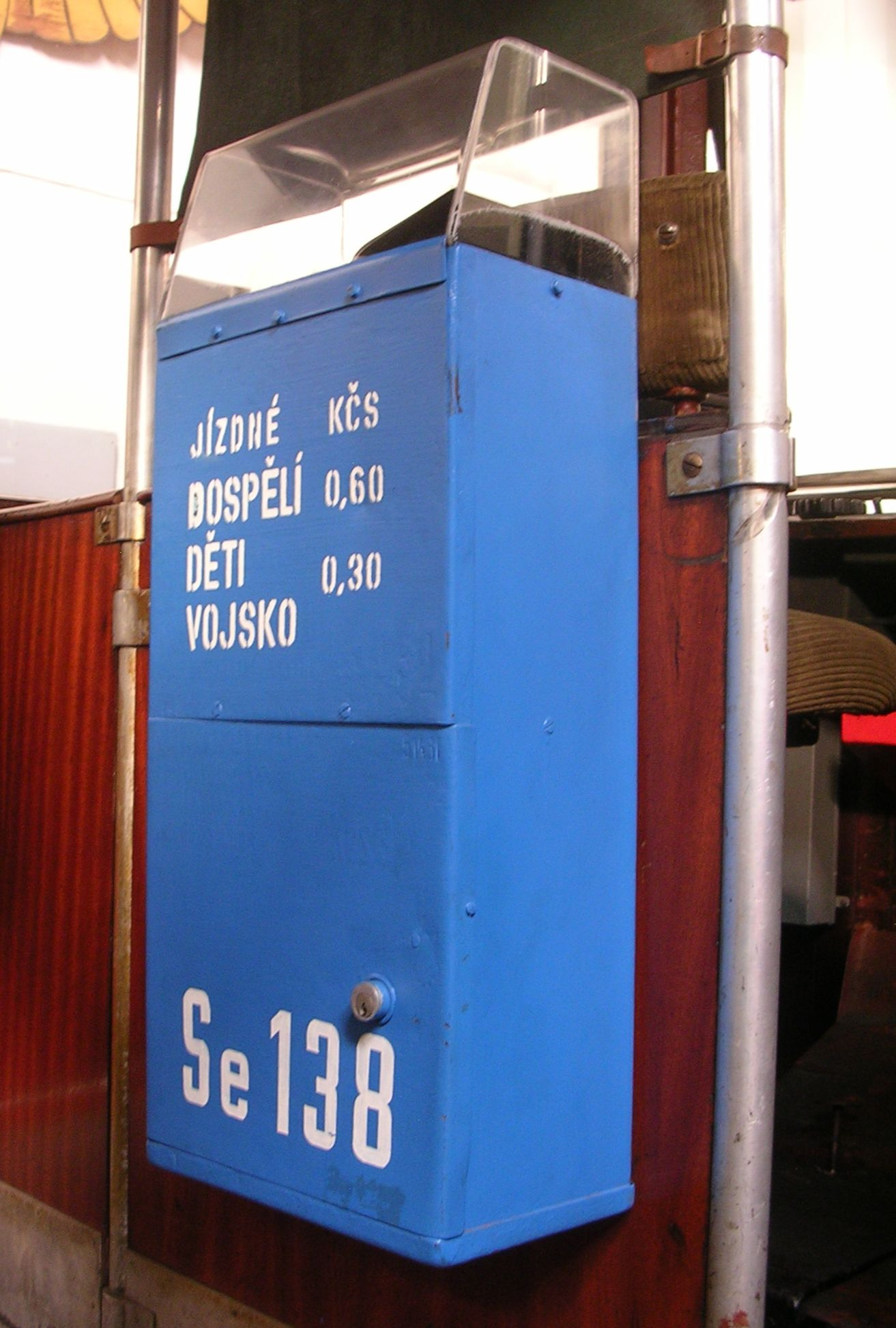
Pokladna pro samoobslužné placení v tramvají

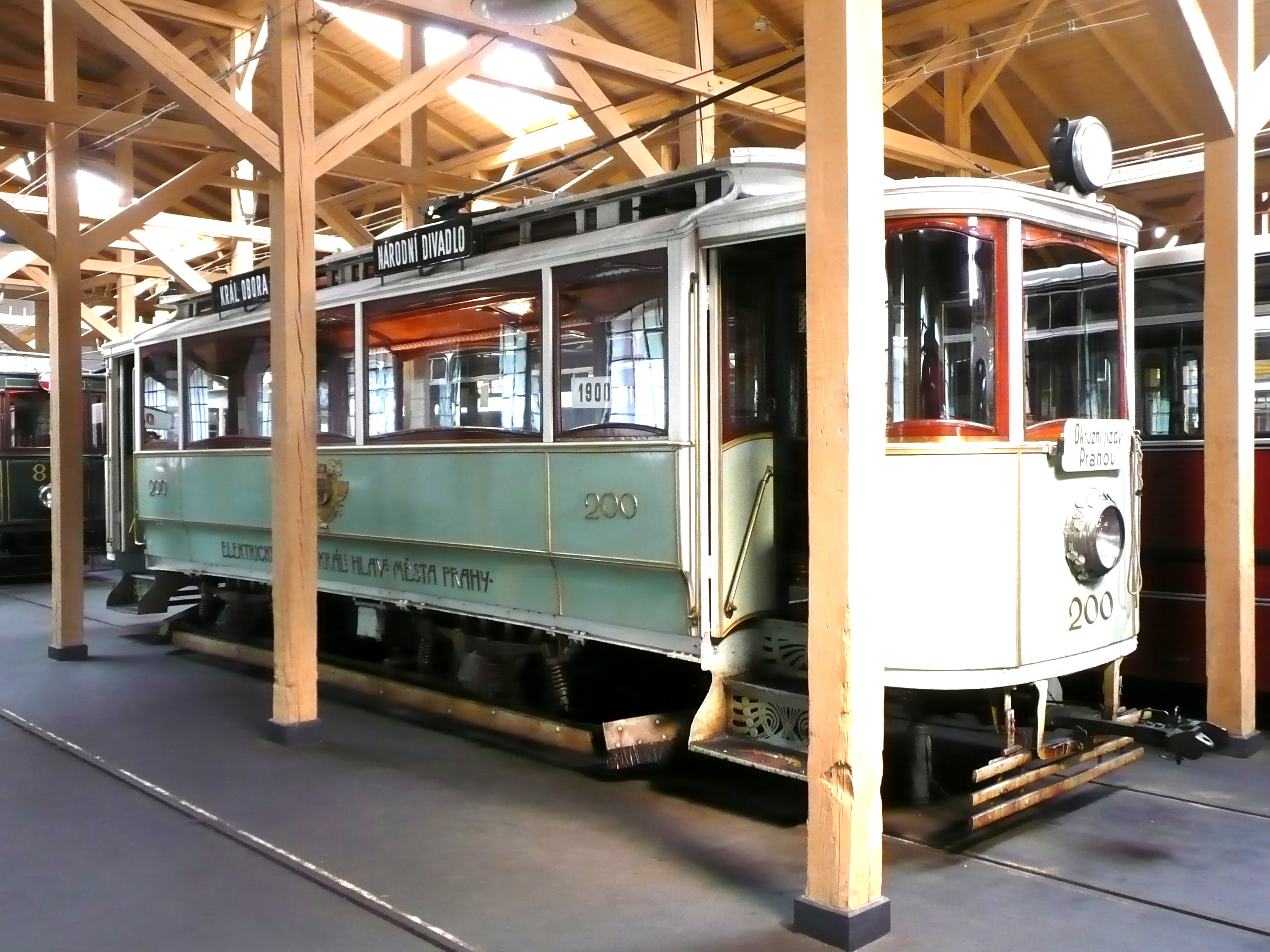
Salónní primátorská tramvaj

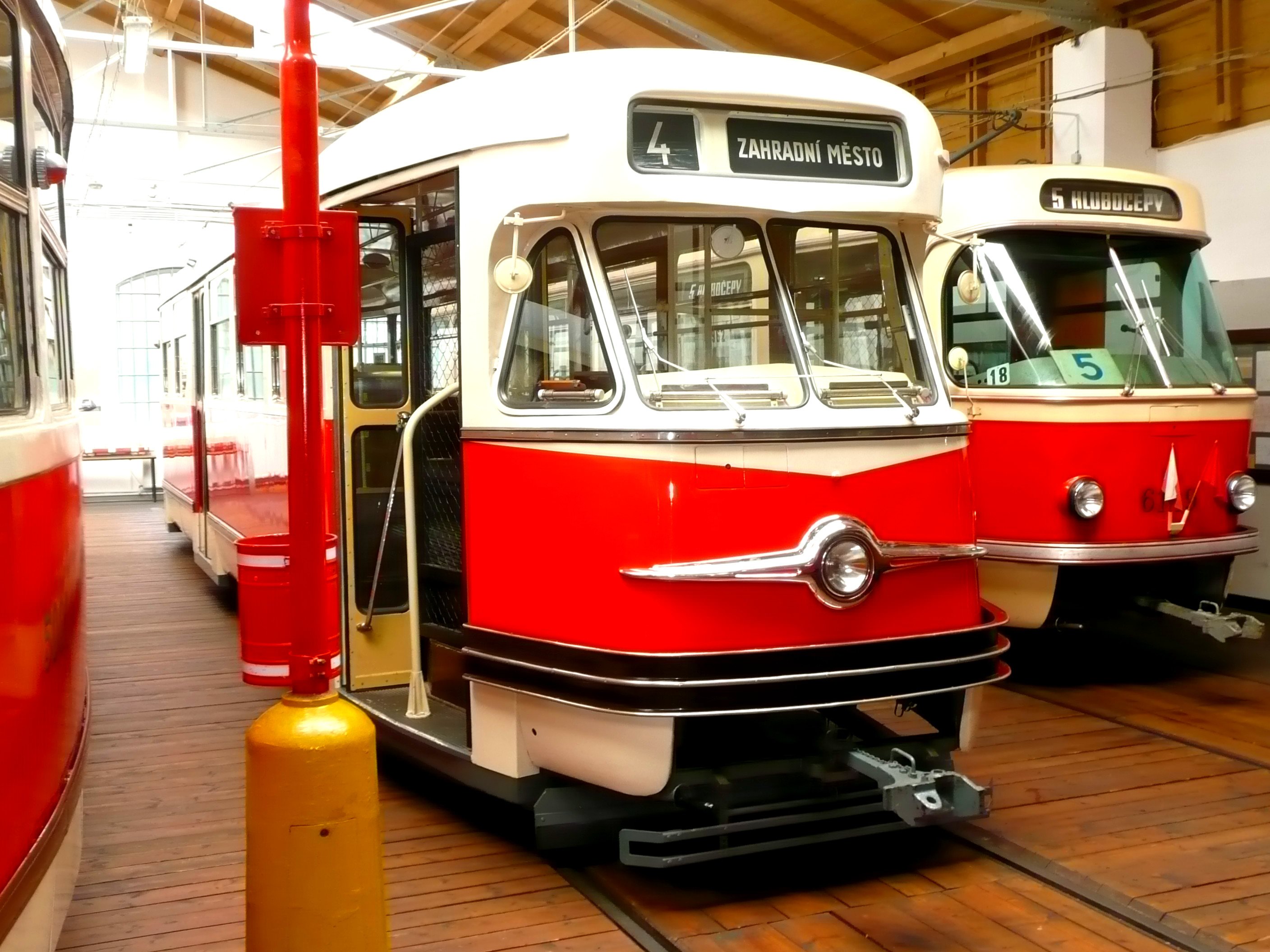
Tramvaje T2 a T3

- 90, vůz koněspřežné tramvaje, výrobce Ringhoffer, 1886
- 88, elektrický obousměrný motorový osobní vůz, výrobce Ringhoffer + Křižík, 1900
- 109, elektrický obousměrný motorový osobní vůz, výrobce Ringhoffer + Křižík, 1901
- 200, elektrický obousměrný motorový salonní vůz, výrobce Ringhoffer + Křižík, 1900
- 275, elektrický obousměrný motorový osobní vůz „dvoustovák“, výrobce Ringhoffer + Křižík, 1908
- 297, elektrický obousměrný motorový osobní vůz „dvoustovák“, výrobce Ringhoffer + Křižík, 1909
- 357, elektrický obousměrný motorový osobní vůz, výrobce Ringhofferovy závody + Elektrotechnická a. s. + Kolben, 1915
- 444, elektrický obousměrný motorový osobní vůz „štyrstovák“, výrobce Ringhofferovy závody + Křižíkovy závody, 1923
- 500, vyhlídkový (otevřený) elektrický obousměrný motorový osobní vůz, výrobce Ringhofferovy závody + Křižík, 1913
- 2222, elektrický obousměrný motorový osobní vůz „dvoutisícovák“, výrobce Ringhofferovy závody + ČKD, 1930
- 2239, elektrický obousměrný motorový osobní vůz „dvoutisícovák“, výrobce Ringhofferovy závody + ČKD, 1930
- 2294, elektrický obousměrný motorový osobní vůz „dvoutisícovák“, výrobce Ringhofferovy závody + ČKD + Škodovy závody, 1932
- 3063, elektrický jednosměrný motorový osobní vůz „ponorka“, výrobce Ringhoffer-Tatra + Škodovy závody (+ ČKD-Praga), 1942
- 3083, elektrický jednosměrný motorový osobní vůz „mevro“, výrobce Tatra + ČKD-Praha, 1948
- 5001, elektrický jednosměrný motorový osobní vůz T1, výrobce Tatra + ČKD Stalingrad, 1951
- 6002, elektrický jednosměrný motorový osobní vůz T2, výrobce Vagonka Tatra Smíchov + ČKD Stalingrad, 1955
- 6149, elektrický jednosměrný motorový osobní vůz T3, výrobce Vagónka Tatra Smíchov + ČKD, 1962
- 6340, elektrický jednosměrný motorový osobní vůz T3, výrobce Vagónka Tatra Smíchov + ČKD, 1964, provozní stav z 80. let, vystaven od roku 2013[1]
- 8084, elektrický jednosměrný motorový osobní vůz T3M, výrobce Vagónka Tatra Smíchov + ČKD, 1976, původní evidenční číslo 6986, přestavěný na T3M v roce 1981 (v depozitáři)
- 9048, elektrický obousměrný motorový osobní vůz KT8D5, výrobce Vagónka Tatra Smíchov + ČKD, 1990[2]
- 8702, elektrický jednosměrný motorový osobní vůz Tatra T6A5, výrobce ČKD Dopravní systémy, 1996
- 7292, elektrický jednosměrný motorový osobní vůz Tatra T3, výrobce Vagónka Tatra Smíchov + ČKD, 1989
- 526, otevřený vlečný osobní vůz „ofeňák“, výrobce Ringhoffer, 1896
- 608, vlečný osobní vůz „velkej (dlouhej) vamberák“, výrobce Ringhoffer, 1908
- 624, vlečný osobní vůz „malej vamberák (vajíčko)“, výrobce Ringhoffer, 1909
- 638, vlečný osobní vůz „malej vamberák (vajíčko)“, výrobce Ringhoffer, 1909
- 728, vlečný osobní vůz „malej (krátkej) vamberák“, výrobce Ringhofferovy závody, 1920
- 999, vlečný osobní vůz „plecháč“, výrobce Ringhofferovy závody, 1926
- 1111, vlečný osobní vůz „plecháč“, výrobce Ringhofferovy závody, 1928
- 1219, vlečný osobní vůz „plecháč - kolíňák“, výrobce Továrna na vozy a. s. Kolín, 1931
- 1314, vlečný osobní vůz „krasin“ či „stodola“, výrobce Ringhofferovy závody, 1931
- 1523, vlečný osobní vůz „krasin“, výrobce Závody Ringhoffer-Tatra, 1942
- 1580, vlečný osobní vůz „krasin“, výrobce Závody Ringhoffer-Tatra, 1946
- 1583, vlečný jednosměrný osobní vůz „rychlík“, výrobce Ústřední dílny DP Rustonka, 1964
- 4053 nákladní elektrický motorový vůz „lóra“, Ringhofferovy závody + Křižík, 1917
- 4072 tramvajová elektrická lokomotiva, Ústřední dílny DP – Rustonka, 1952
- 4092, elektrický motorový vůz na broušení kolejnic, Schörling Wagonbau Hannover, 1966
- 4525, vlečný otevřený nákladní vůz „lóra – uhelka“, Ringhofferovy závody, 1917
- 4532, vlečný samovýklopný otevřený nákladní vůz Ochsner – „lóra“, Ringhofferovy závody, 1926
- 5001, vlečný plošinový nákladní vůz „lóra“, Ringhoffer, 1898–1899
- 5007, vlečný otevřený nákladní vůz „lóra“, Ústřední dílny DP – Centrála Holešovice, 1909
- 5034, pojízdná prodejna jízdenek (přestavěno z letního vozu koňky), Ústřední dílny DP – Rustonka, 1928
- 5101, pojízdná měnírna, Ringhofferovy závody + ČKD, 1930
- oplenové vozíky na kolejnice, Ústřední dílny DP – Rustonka, 1917–1946
- akumulátorový vozík pro posun, ČKD + Ústřední dílny EP (Rustonka), 1934
- vozík vrchní stavby (nekolejový přívěs k tramvaji), výrobce neznámý + Ústřední dílny EP Rustonka, cca 1925–1935
- 2504, nýtovaná nádrž na vodu z kropicího elektrického motorového vozu, Ústřední dílny EP Rustonka, 1922
- SZ 1, strojní zatlačovačka, Dopravní podniky hlavního města Prahy, 1974

Tramvajové vozy v muzeu, které nejsou součástí sbírky chráněných technických památek:
- 4213 a 4217, služební elektrické motorové vozy. Původem motorové vozy z řady 348–358 z roku 1915, později sloužily jako sněžné pluhy.
- 4537, někdejší vlečný vůz sloužící jako pojízdná prodejna jízdenek, slouží jako dočasná kancelář muzea
- 6003, 6005, 6006 pomocné vozíky
- 6418, 6410, 6339, 6336 v současnosti zlikvidované (vyjma vozu č. 6339, které odkoupilo NTM) vyřazené vozy Tatra T3, které sloužily po odstrojení interiéru a instalaci regálů jako sklady
- 3062, elektrický motorový vůz „ponorka“ „Kroužku městské dopravy“ z roku 1942
- 240, elektrický motorový vůz „Kroužku městské dopravy“ z roku 1908
- 723, vlečný vůz „vamberák“ z roku 1920

### Trolejbusy

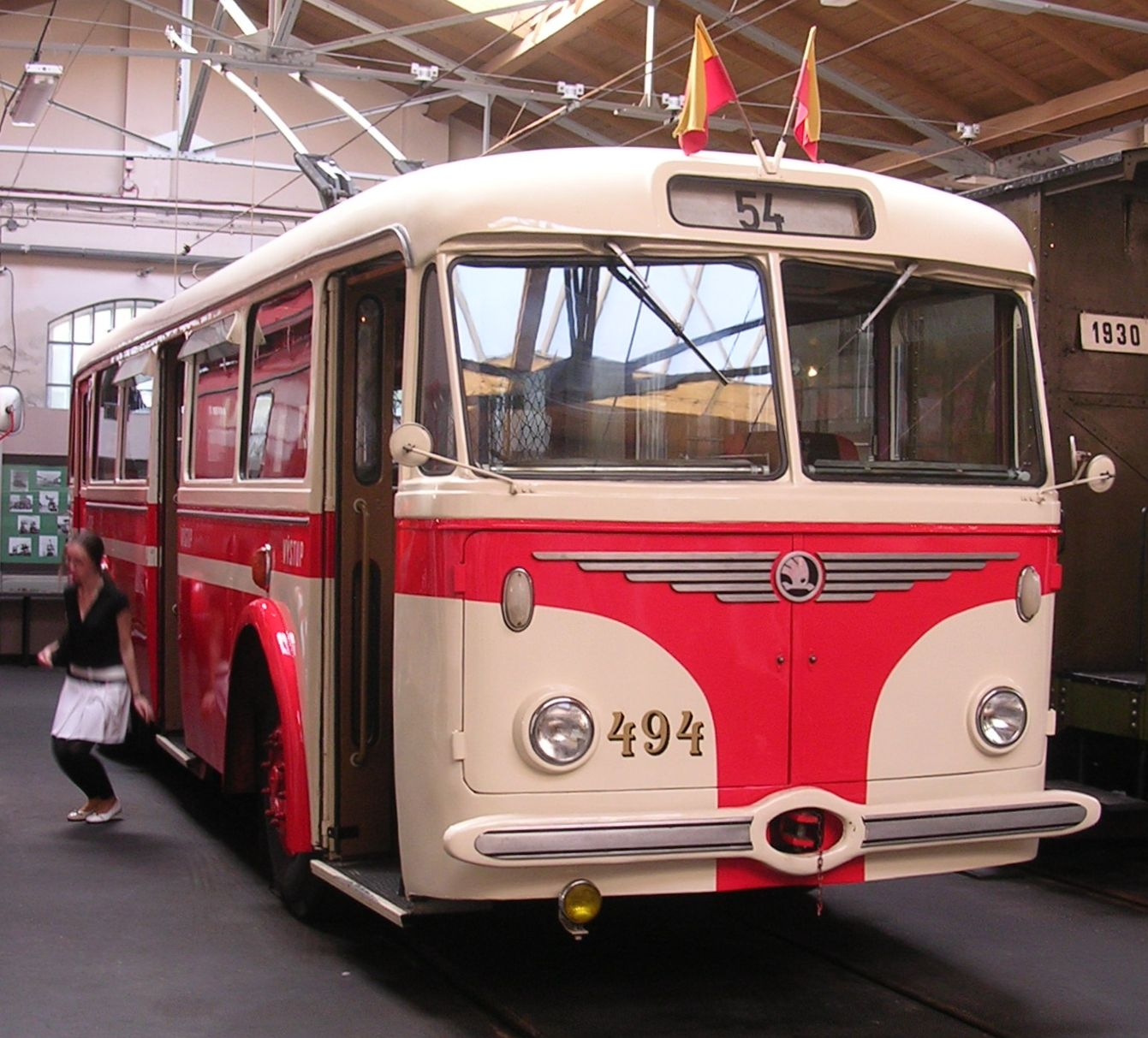
Trolejbus Škoda 8Tr

- 303, trolejbus Praga TOT „pračka“, Praga + ČKD Elektrotechnika, 1936
- 431, trolejbus Tatra T 400/III, Tatra Kopřivnice + ČKD Stalingrad + Tatra Praha, 1953–1954
- 494, trolejbus Škoda 8 Tr, Škoda Plzeň, 1959

### Autobusy

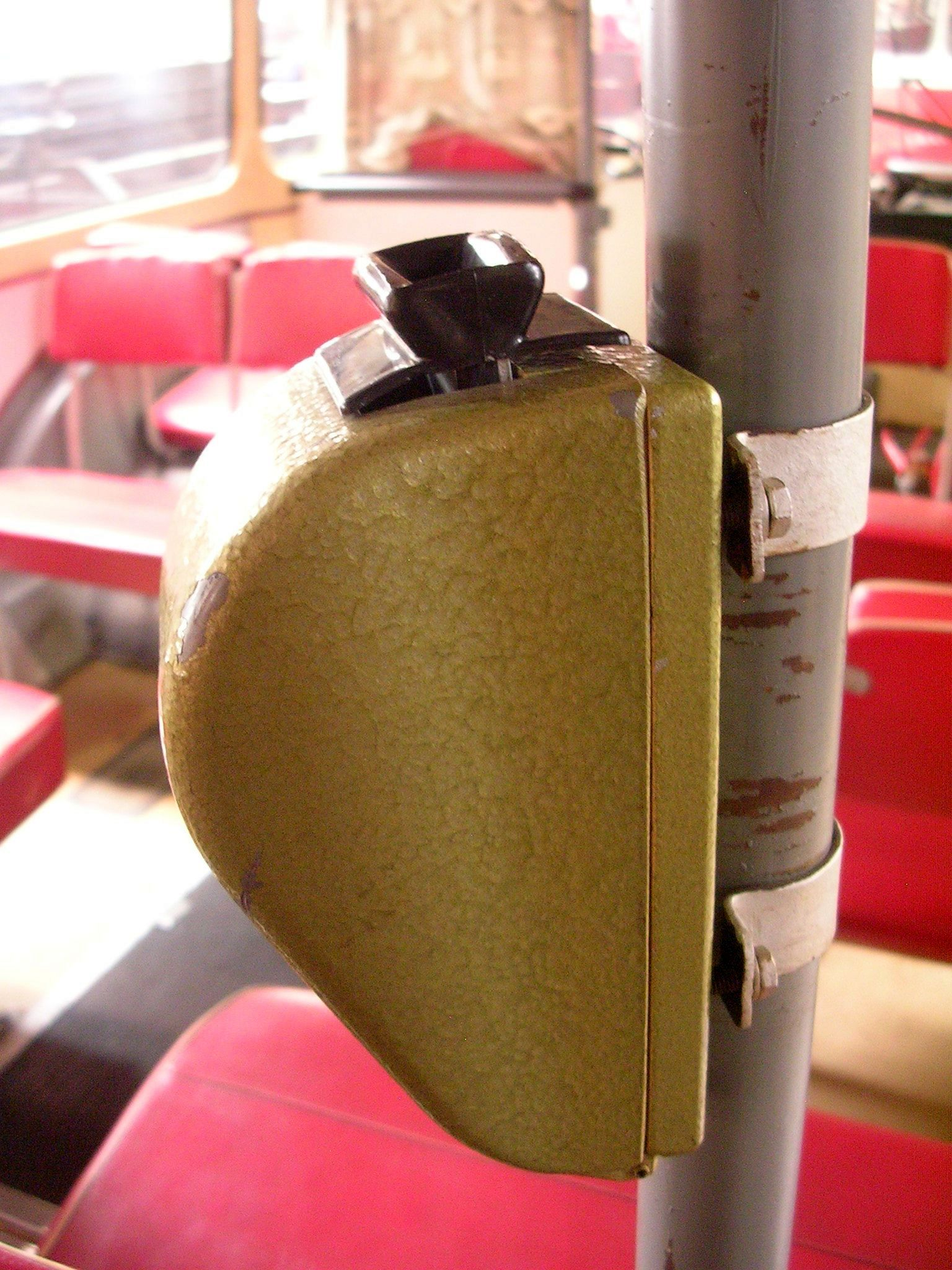
Mechanický označovač jízdenek

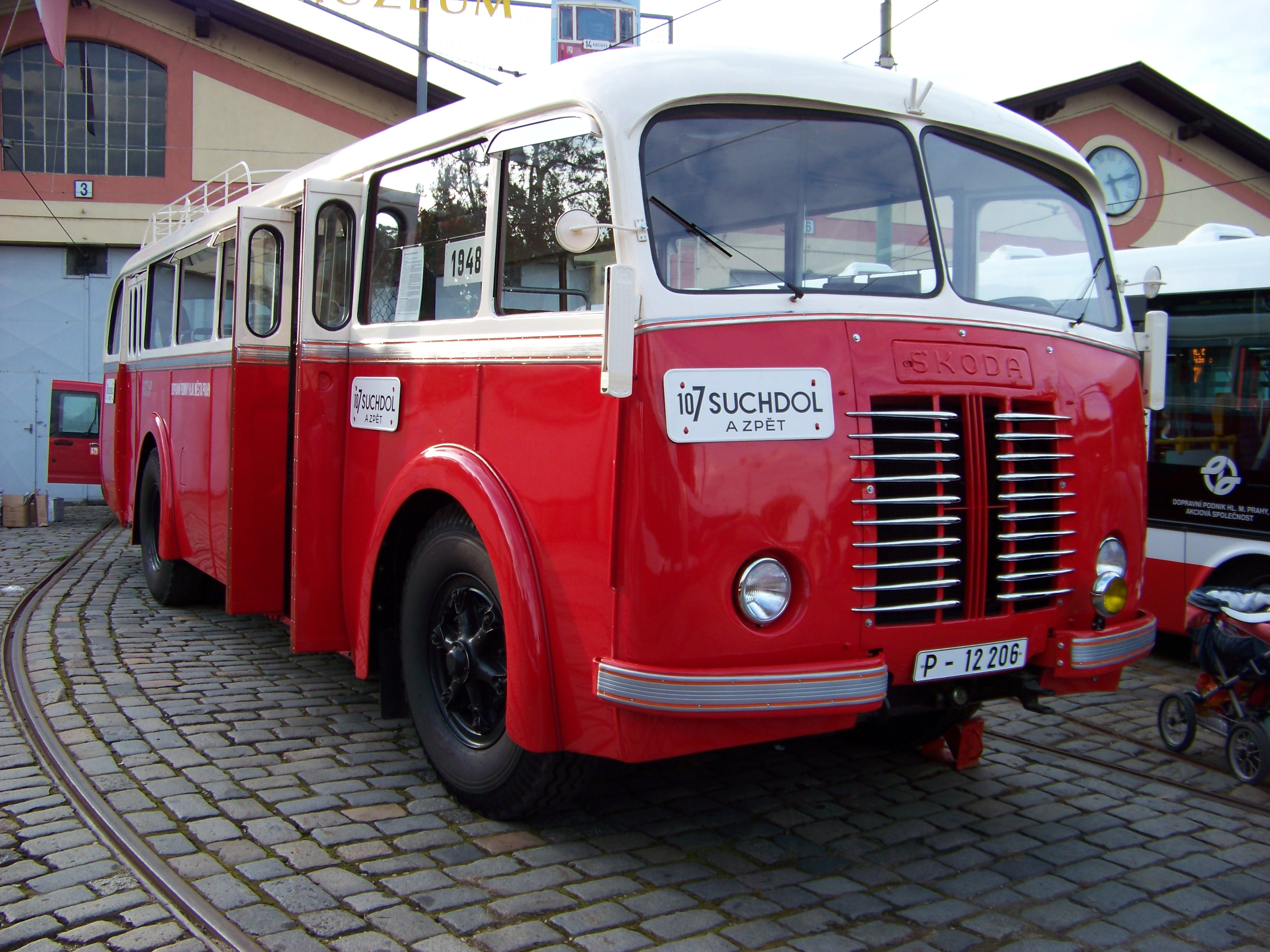
Škoda 706 RO

- 49, autobus Praga NO, Praga + Továrna vozy Kolín, 1929[3]
- 53, autobus Škoda 506 N, Akciová společnost dř. Škodovy závody Plzeň + Továrna na karosérie Uhlík Praha, 1929[4]
- 199, autobus Praga NDO, Praga + Karosa, 1948
- 206, autobus Škoda 706 RO, Závod Avia J. Dimitrova + Karosa, 1951
- ???, autobus Ikarus 620, Ikarus, 1964[5]
- 4881, autobus Jelcz 272 MEX, Liaz + JSZ Jelcz, 1973
- 7135, autobus Karosa ŠM 11, Karosa, 1981
- 3709, autobus Karosa B 731, Karosa, 1985
- 4382, kloubový autobus Ikarus 280.08, Ikarus, 1988
- 3251, autobus Karosa-Renault Citybus, Karosa, 2000
- 2004, autobus Ikarus E91, Ikarus, 2004
- 6366, kloubový autobus Karosa B 961, Karosa, 2003
- 3686, autobus SOR NB 12, SOR, 2011[6][7]

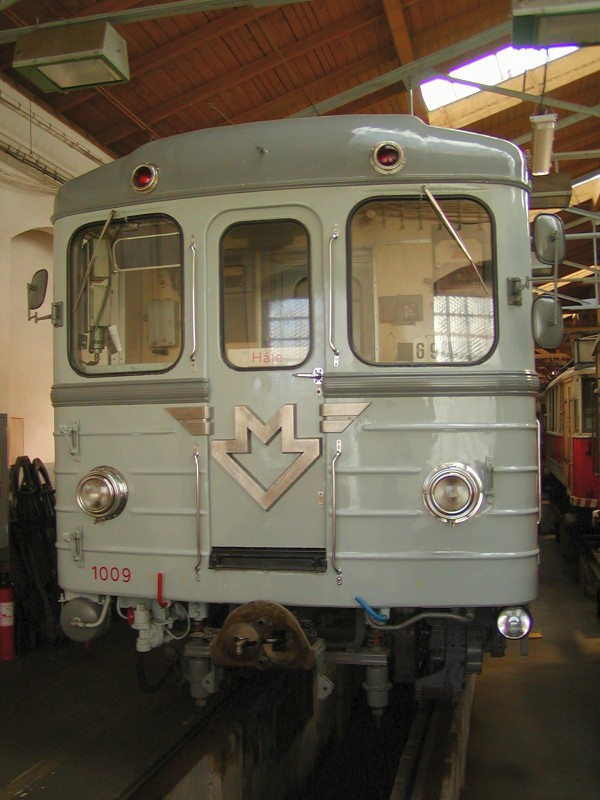
Vůz metra Ečs v muzeu

### Vozidla metra
- 1009, vůz metra Ečs, Mytiščinský strojírenský závod, 1973 (v depozitáři)
- T212.1614 (T4, 703.614-8), dieselová lokomotiva metra, Turčianske strojárne Martin, 1977 (v depu Zličín)
- 2374, čelní vůz metra 81-717, Mytiščinský strojírenský závod, 1988 (v depozitáři)

### Montážní a jiné vozy

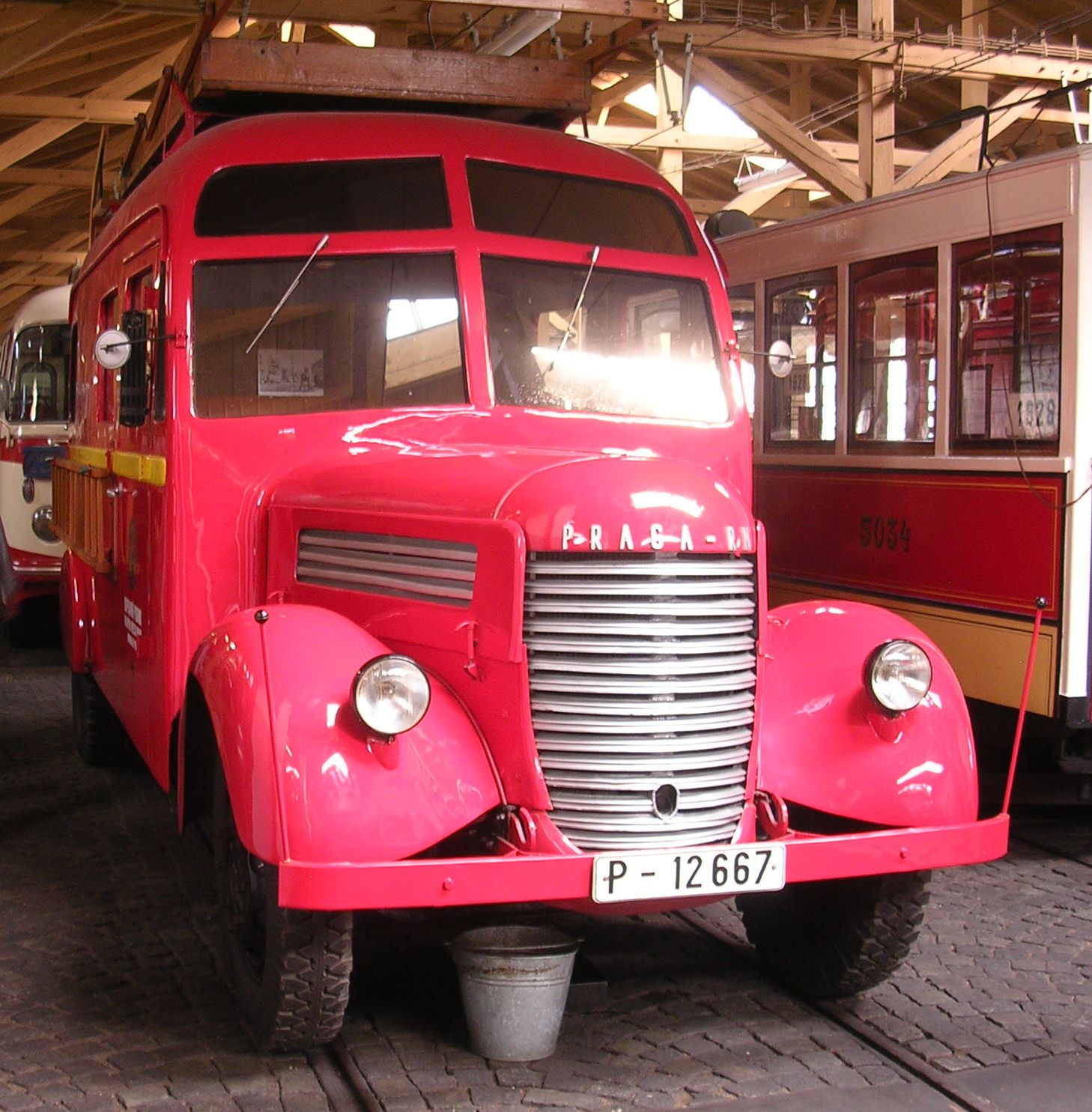
Montážní trolejová věž Praga

- 7, montážní trolejová věž Praga, Automobilové závody Klementa Gottwalda + ústřední dílny EP Rustonka, 1948
- 92, montážní trolejová věž Schörling – Mercedes, Daimler Benz + Schörling-Hannover Wagonbau, 1966
- 6-0220, montážní trolejová věž Schörling – Škoda 706 RT, výrobce Liaz Mnichovo Hradiště + Schörling-Hannover Wagonbau, 1968–1969
- AX 04-30, svářecí automobil Praga V3S
- AO 77-90, hasičský automobil LIAZ 101.860 CAS K 25 – 4×4

### Stálá výstava Od koňky k metru
- modely vozidel – kolem 15 modelů v měřítku 1:20, jedna tramvajová souprava v měřítku 1:10
- model letenské stráně (koňka, lanovka, Křižíkova elektrická dráha, Letenský zámeček, most)
- kontroléry
- staniční sloupky a značení
- dopravní majáček
- součásti lanové dráhy na Petřín
- průvodčí (vč. figuríny)
- pochůzkář po trati (vč. figuríny)
- výhybkářské budky
- dobové vybavení vozovny (dřevěné zaměstnanecké skříňky, skříňka na hasičské náčiní, vodovodní kohoutek s výlevkou)
- zařízení pro odběr proudu z troleje

### Stálá výstava Trakční vedení pražských tramvají a trolejbusů

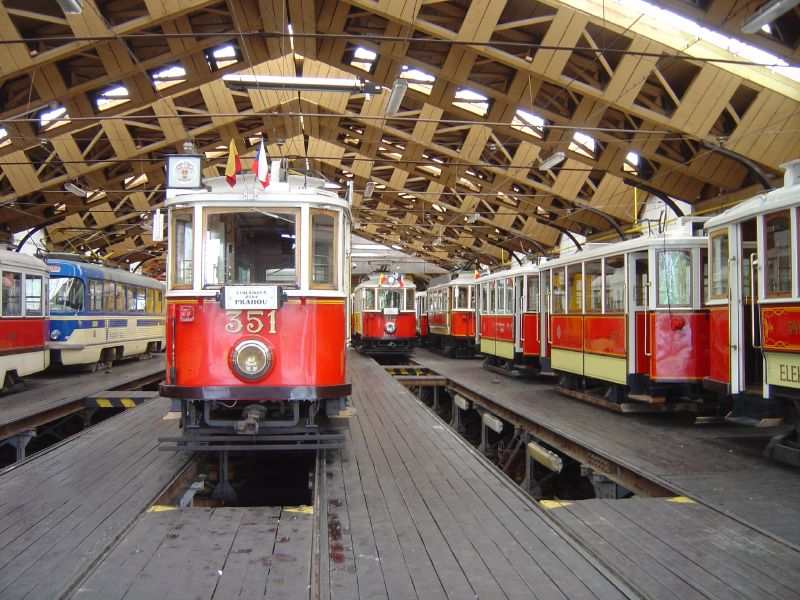
Depozitář muzea

- součásti trolejového vedení, zavěšení, napájení apod.
- sloupy, hlavice sloupů, signalizace, ukazatele přestavníků výhybek
- montážní vozy tažené koňmi (model 1:10, originální součásti)
- mazání troleje

### Stálá výstava Vrchní stavba
- kolejnice koňky
- ruční řezání kolejnic
- vzorník vítkovických kolejnic
- obsah vozíku vrchní stavby, měření rozchodu kolejí
- pluhy na sníh

### Stálá výstava Historie pražského metra
- model depa Kačerov
- model vozů metra z ČKD (1:15)
- pražec s napájecí kolejnicí
- vzorky upínání kolejnic k pražcům

### Jiné exponáty
- prodejní automat jízdenek Merona
- prodejní automat jízdenek Mikroelektronika AVJ
- mechanické označovače jízdenek (instalovány v autobusech ev. č. 7135, 3709 a 4382)
- odjezdové návěstidlo ze smyčky Kotlářka pro linky 4, 9 a 15
- podvozek tramvaje T3 v řezu

## Neuskutečněné záměry
V roce 1977 byla předběžně pro muzeum MHD vyčleněna tramvaj T3 ev. č. 6205, kvůli naprostému nepochopení ze strany tehdejšího vedení Dopravního podniku nebyl záměr uskutečněn. Počátkem 90. let 20. století bylo uvažováno o výstavbě repliky tramvajového vozu dráhy Praha – Libeň – Vysočany, pro jejíž stavbu měl být využit původní podvozek ve vlastnictví Národního technického muzea. Tento záměr však nebyl uskutečněn. V 90. letech tehdejší ředitel muzea Jaroslav Papst uvažoval o obnově trolejbusové tratě Vozovna Střešovice – Svatý Matěj, která měla sloužit k provozu historických trolejbusů deponovaných ve vozovně Střešovice. K obnově trolejbusové tratě nakonec nikdy nedošlo.
Podnik ČKD Dopravní systémy po neúspěšném nabízení prototypu tramvaje RT6N1 ev. č. 0028 několika dopravním podnikům za zbytkovou cenu 75 000 Kč nabídl tramvaj k odkupu muzeu MHD, vzhledem k nedostatku financí na odkup a místa v muzeu nebyl záměr uskutečněn a tramvaj byla v dubnu 2002 zlikvidována v kovošrotu v Kralupech nad Vltavou.
V roce 2004 se vzhledem k začínajícímu velkému vyřazování autobusů Karosa B 741 v původním provedení začalo uvažovat o zachování některého autobusu podtypu Karosa B 741.1908. Nejprve měl být pro muzeum vyčleněn vůz ev. č. 6001, jenže na podzim roku 2004 byl zlikvidován a náhradou byl vybrán vůz ev. č. 6008 který byl v únoru 2005 rovněž zlikvidován. V roce 2014 měl být do muzea MHD náhradou za autobus Karosa B 741 převeden autobus typu Karosa B 941E. Nakonec byl v srpnu 2017 vybrán typ Karosa B 961 vůz ev. č. 6366.
V průběhu roku 2007 začala čím dál tím méně zasahovat do výcviku řidičů cvičná tramvaj T3 ev. č. 5501, vzhledem k tomu že se jednalo o první pražskou tramvaj typu T3 speciálně upravenou v roce 1982 pro výcvik řidičů se objevily snahy o její převedení do muzea MHD. Kvůli nedostatku volných prostor v muzeu nebyl záměr uskutečněn a tramvaj v průběhu září 2008 až ledna 2009 prošla likvidací. V roce 2023 bylo rozhodnuto, že bude zachován vůz ev. č. 5502. Jedná se o druhou pražskou tramvaj typu T3 speciálně upravenou v roce 1985 pro výcvik řidičů.
Dopravní podnik zakoupil pro prezentaci autobusové části ústředních dílen a pro provoz na nostalgické autobusové lince vrak autobusu Škoda 706 RTO který následně obdržel ev. č. 4404. Po koupi se na autobusu začala provádět generální oprava která byla pro nezájem později zastavena a autobus byl následně prodán společnosti Okresní autobusová doprava Kolín.
Před zrušením garáží Dejvice se krátce uvažovalo o jejich přeměně na pobočku muzea MHD, areál garáží Dejvice byl nakonec prodán soukromému investorovi, který v něm vybudoval hypermarket Kaufland.

## Galerie

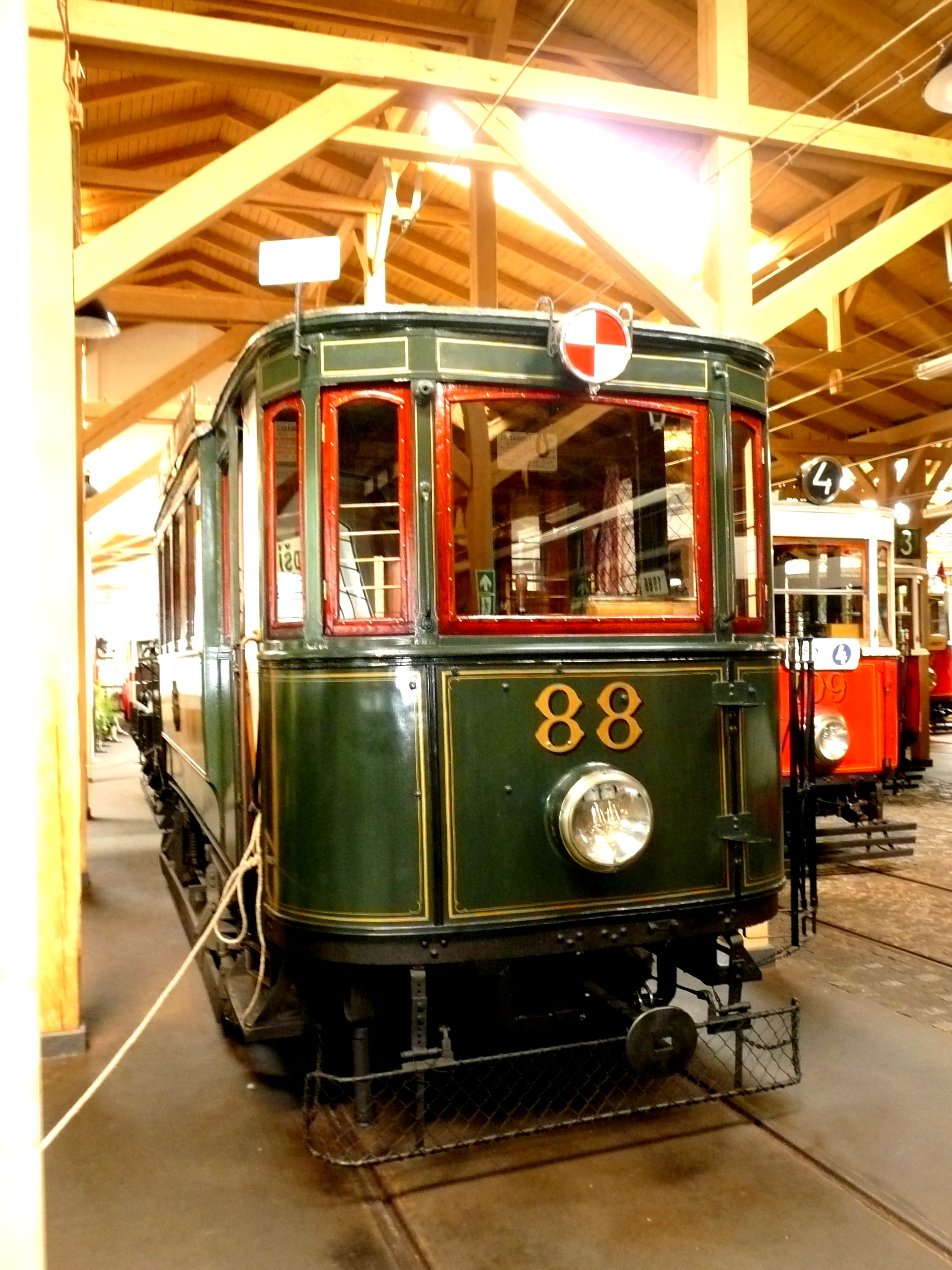
Tramvaj Ringhoffer-Křižík č. 88
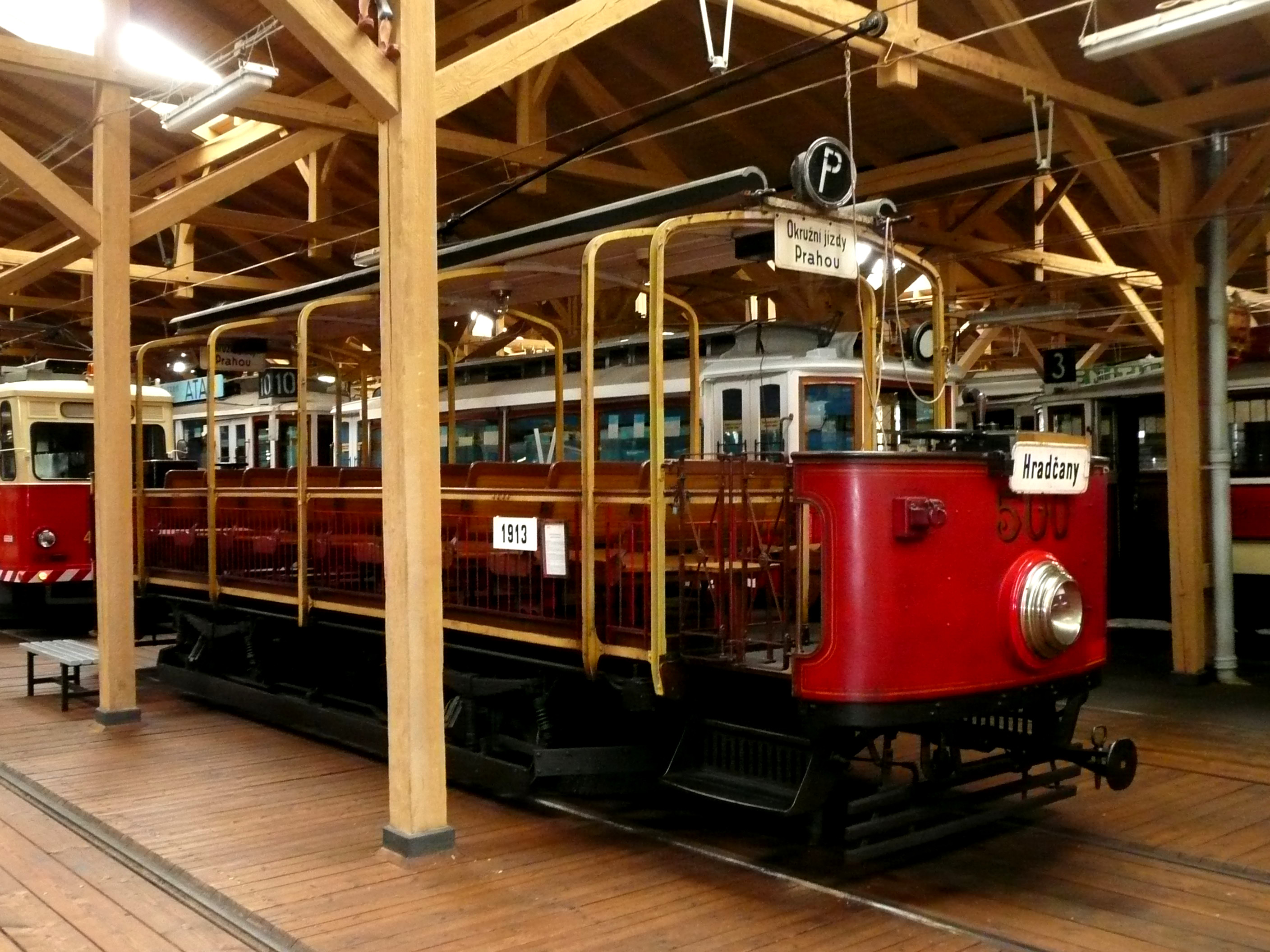
Vyhlídková tramvaj
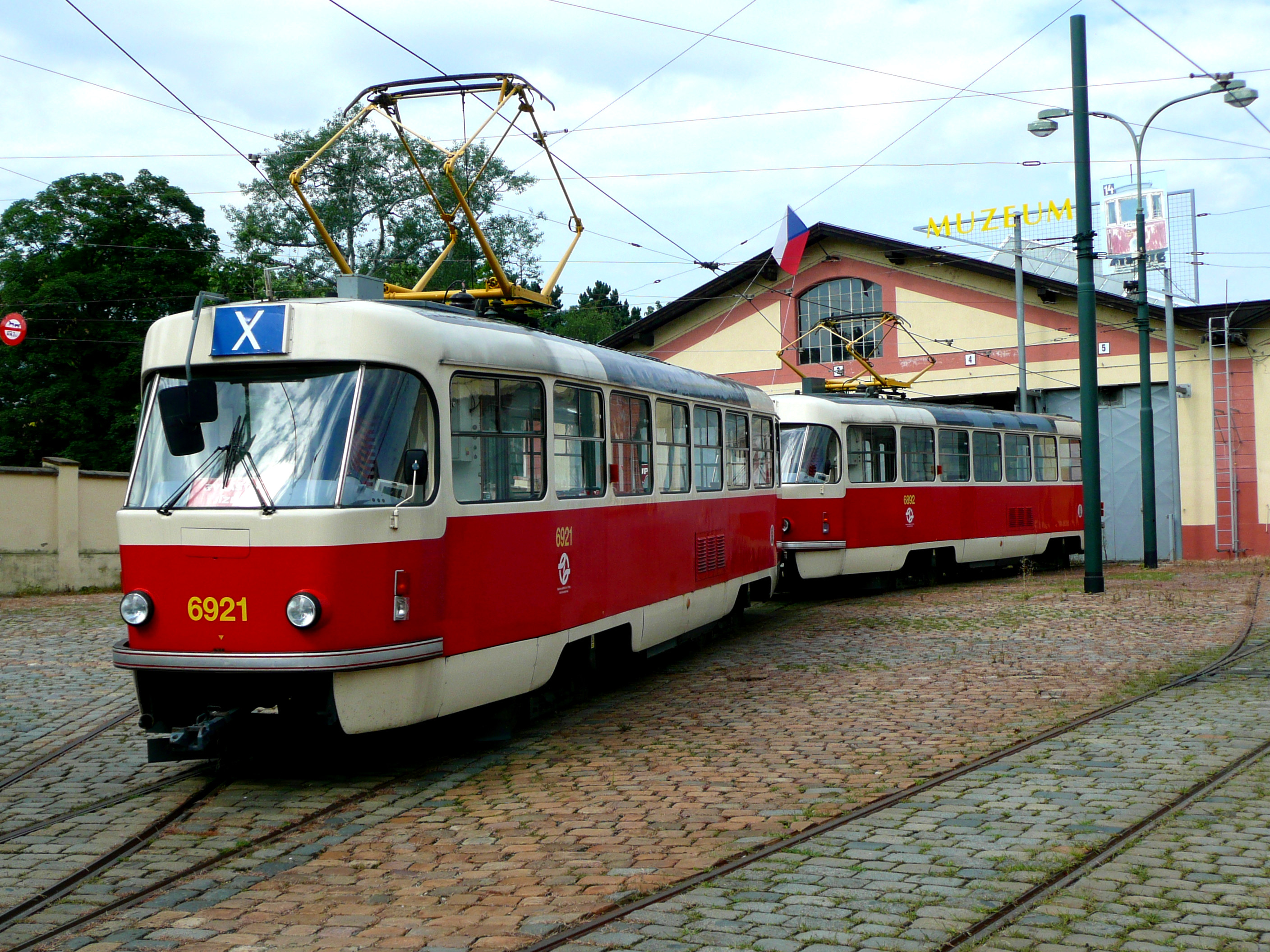
Tramvaj T3 před muzeem
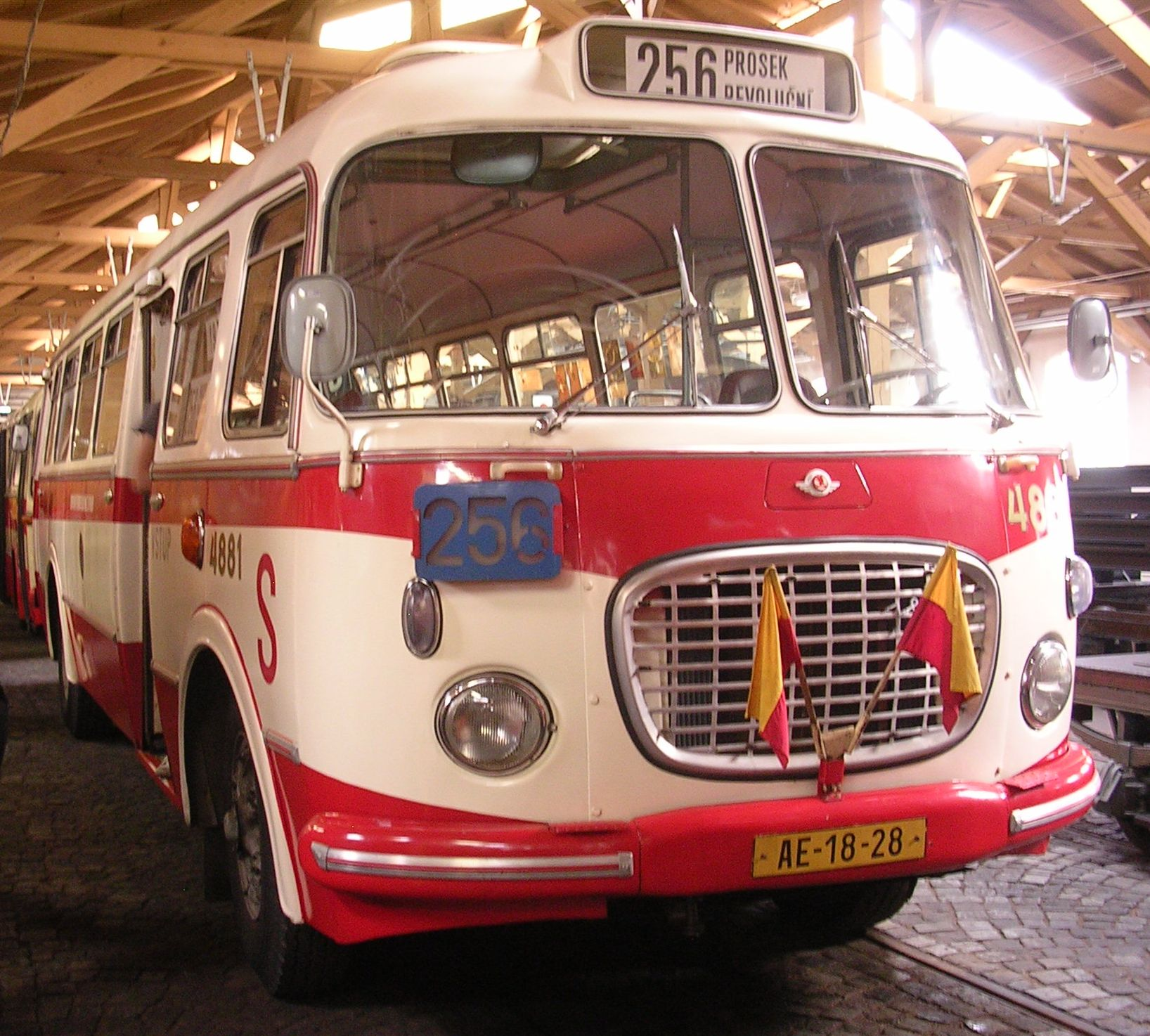
Autobus Škoda 706 RTO
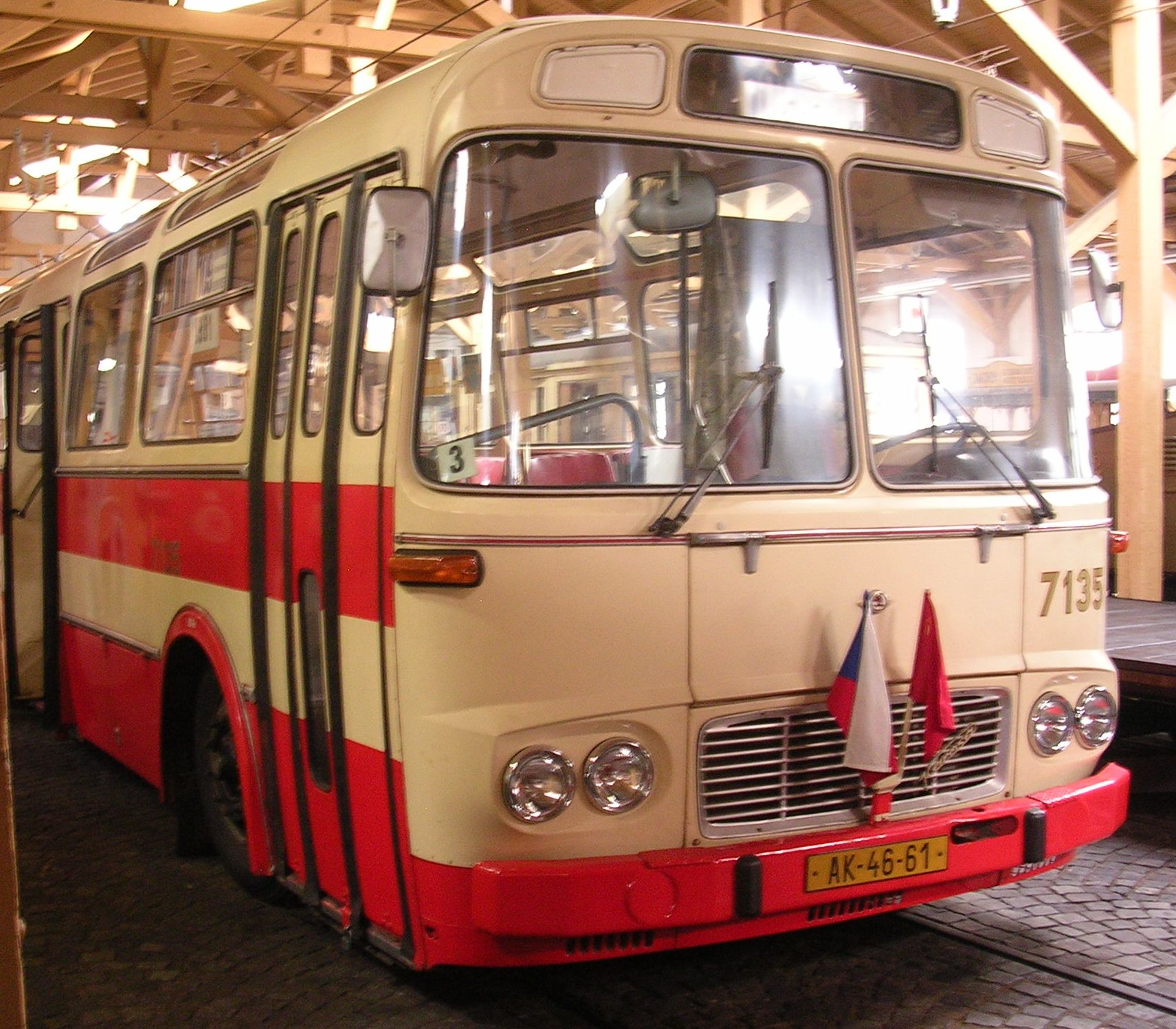
Autobus Karosa ŠM 11
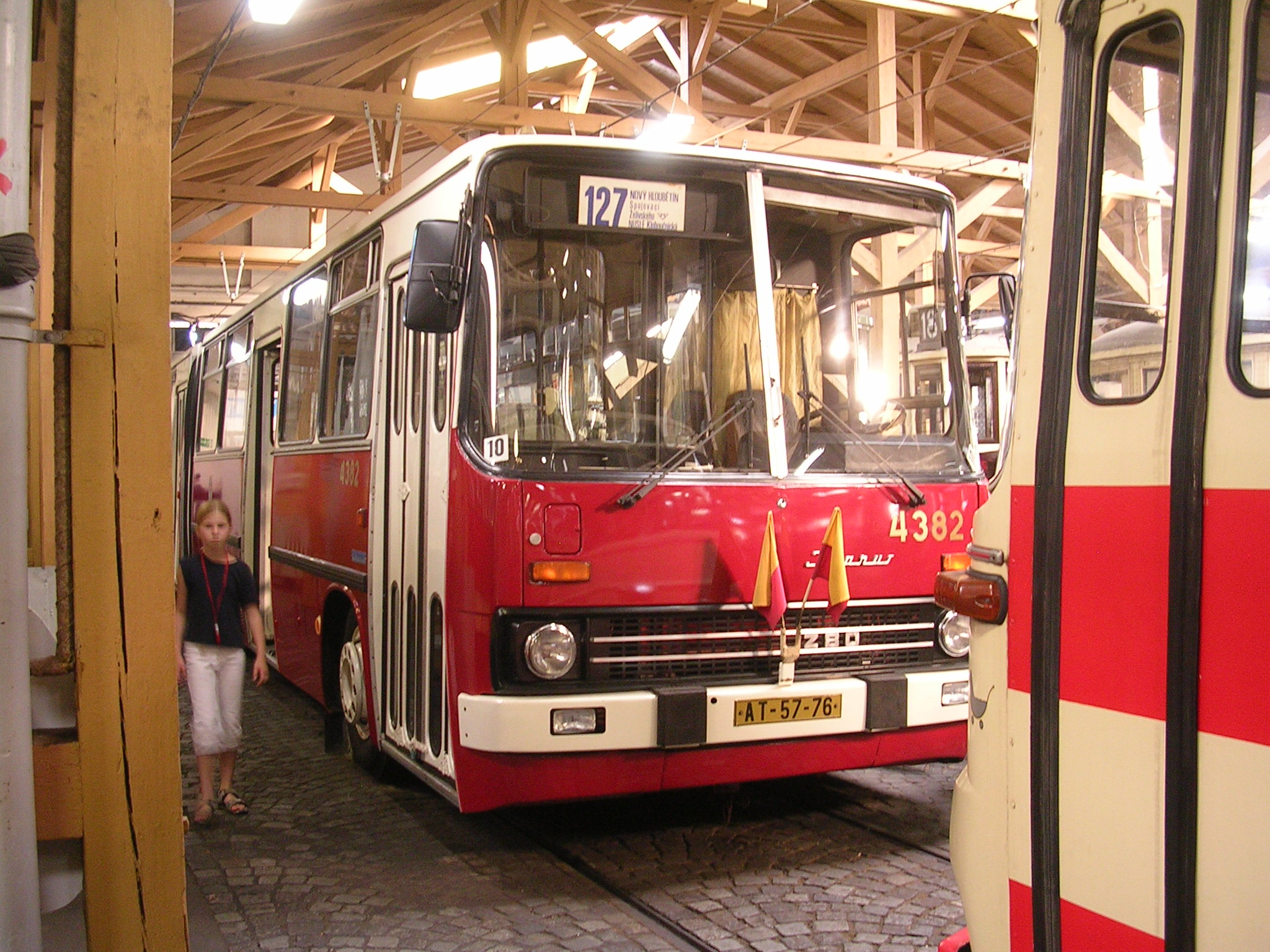
Autobus Ikarus 280
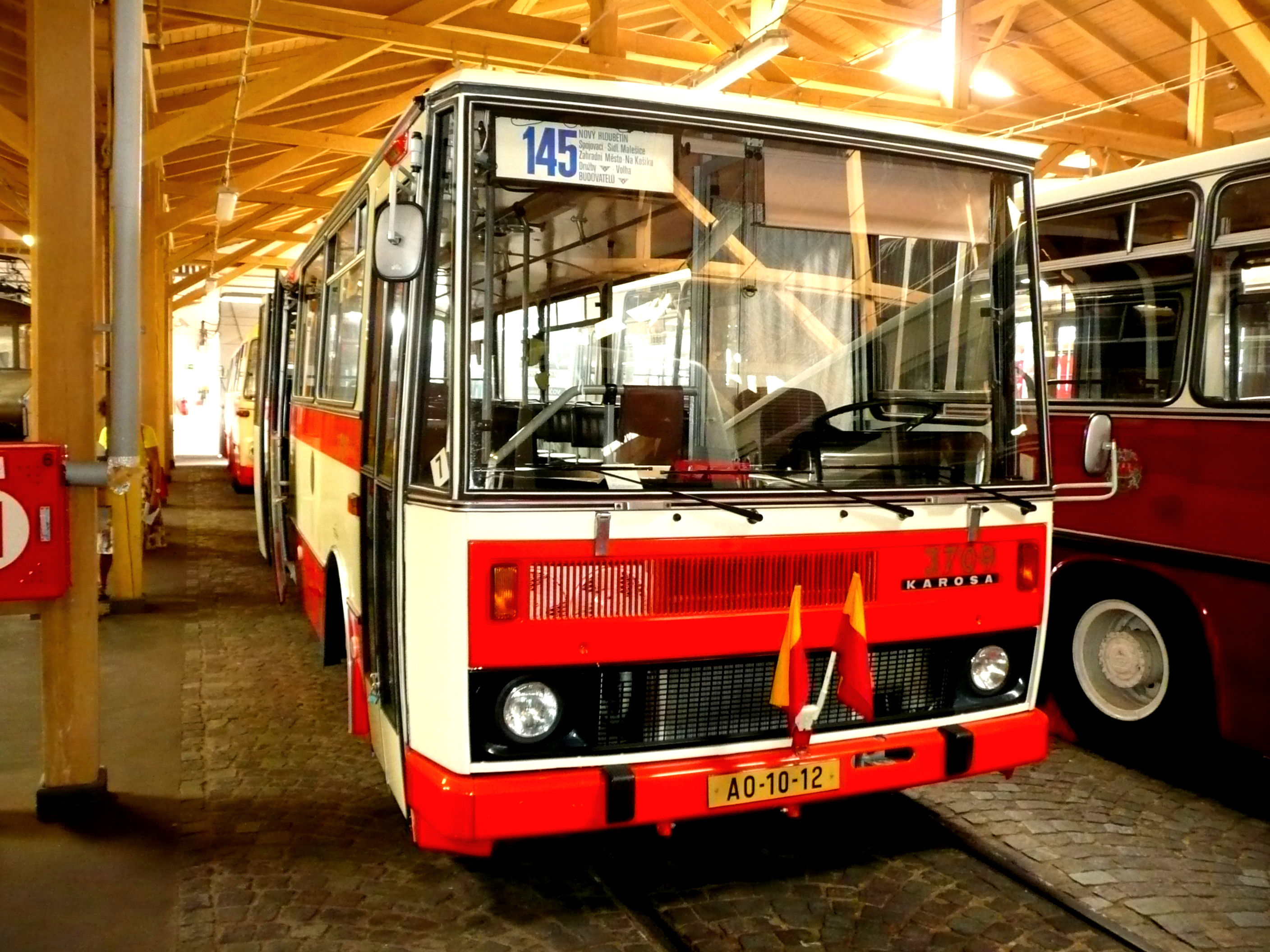
Autobus Karosa B 731
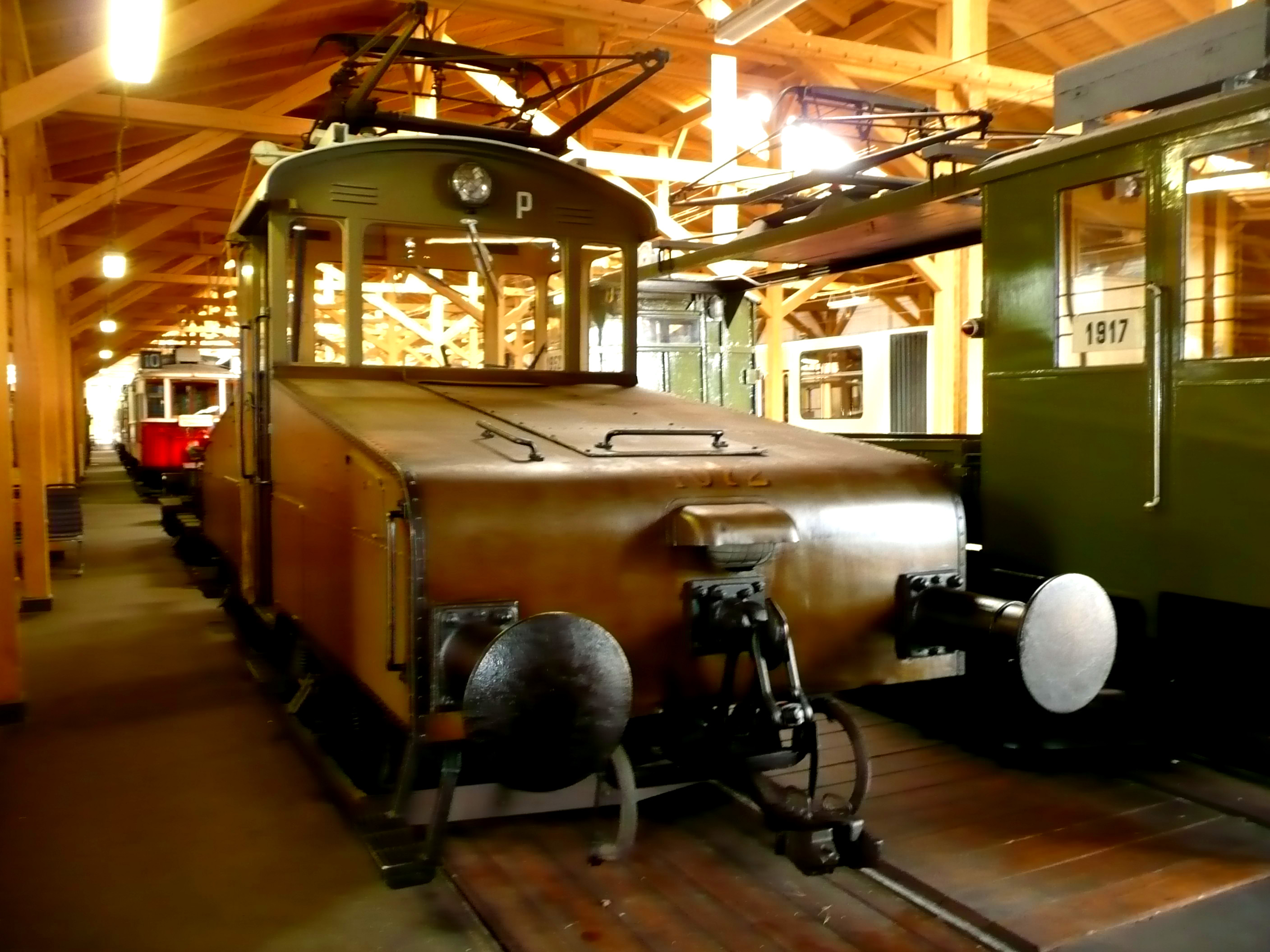
Nákladní tramvaj
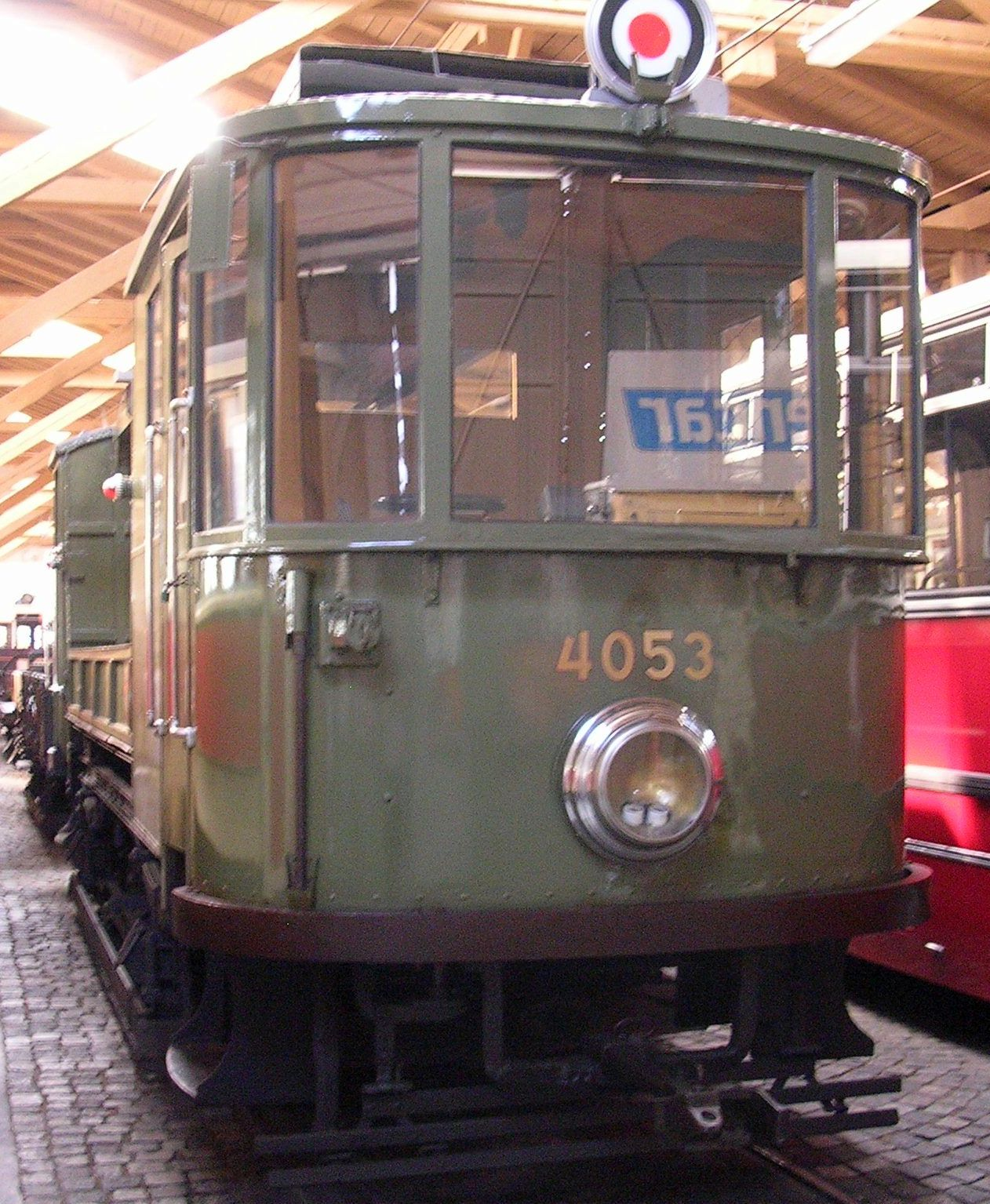
Nákladní tramvaj
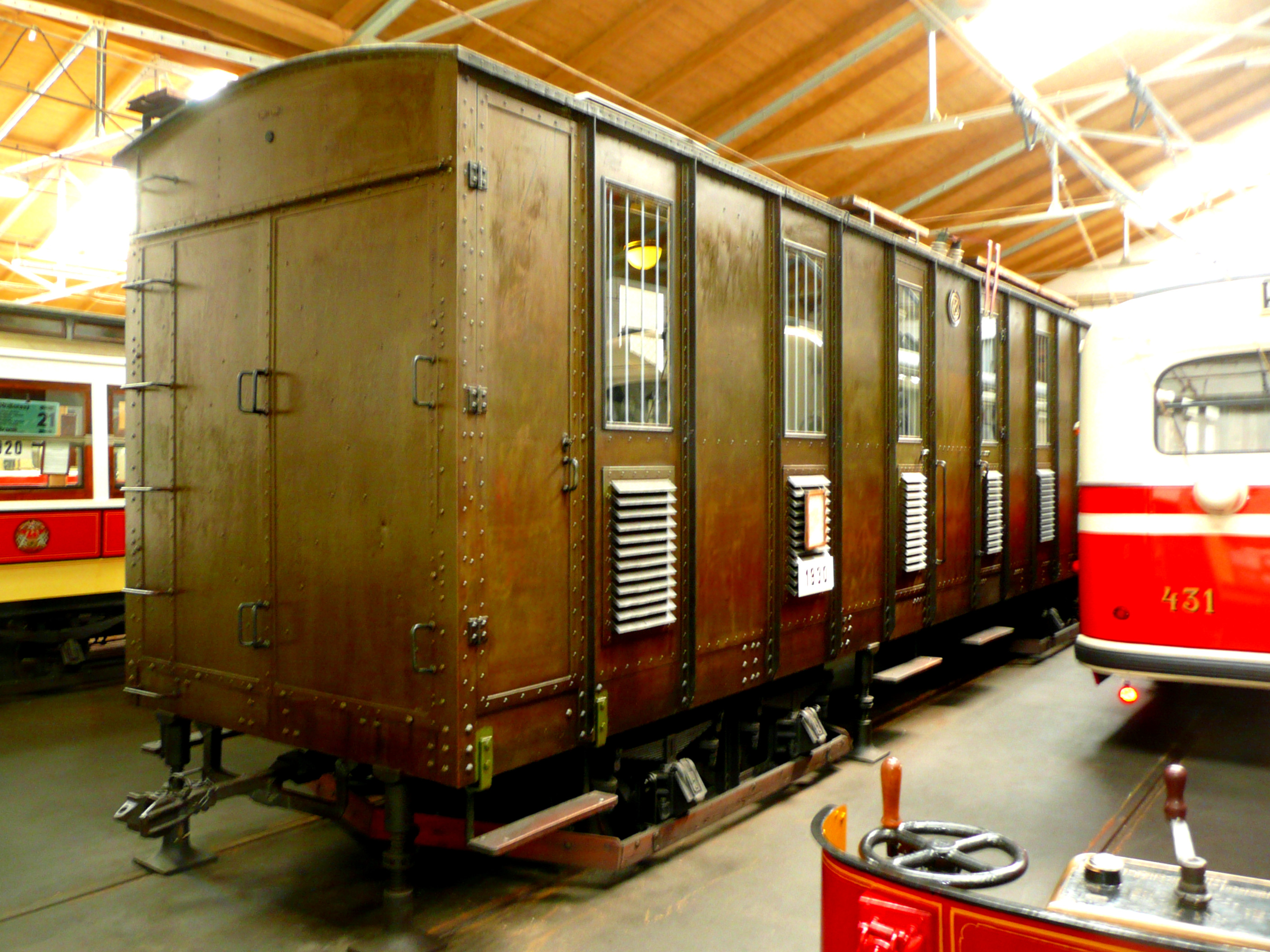
Pojízdná měnírna
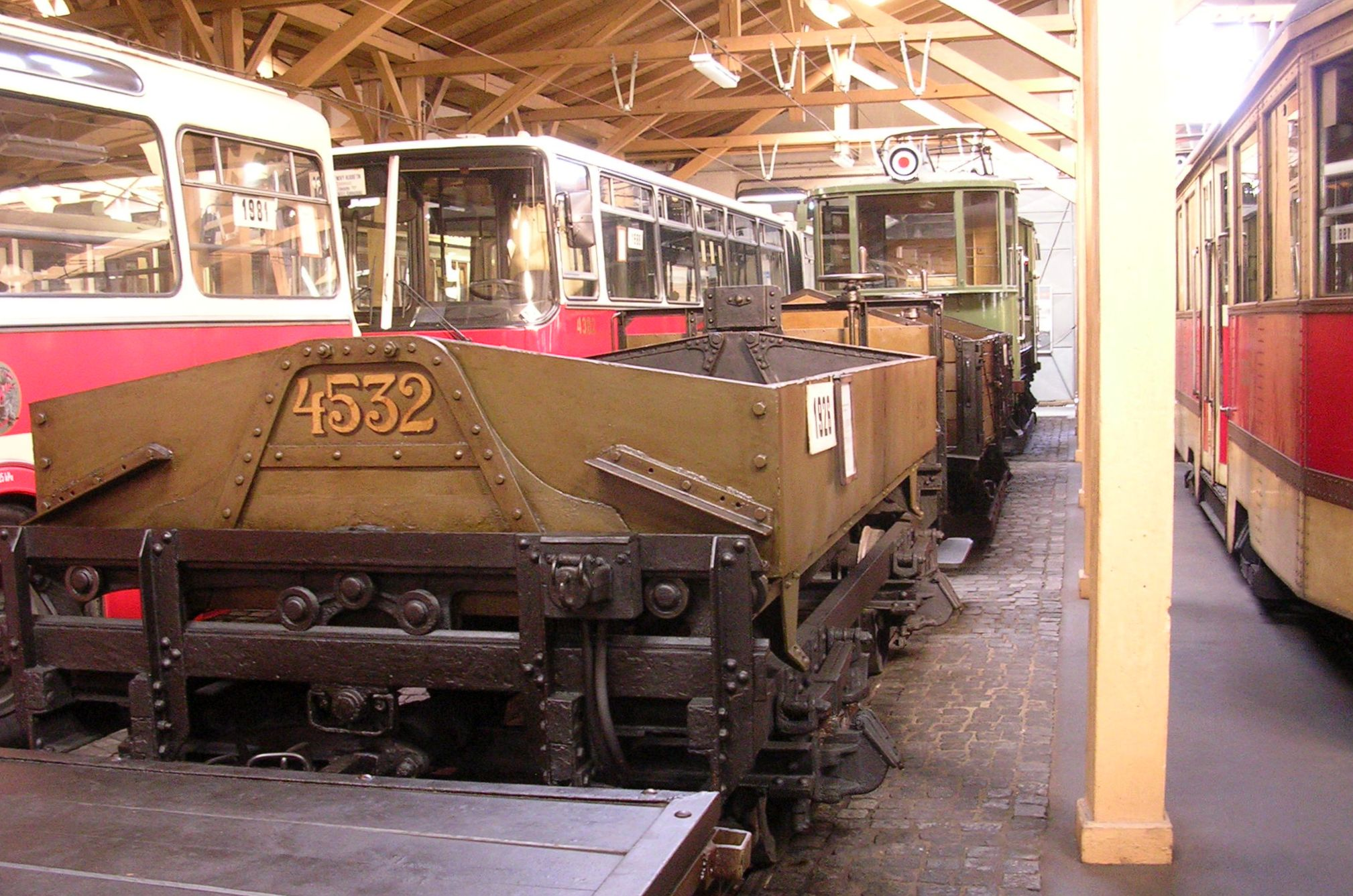
Nákladní vlečný vozík
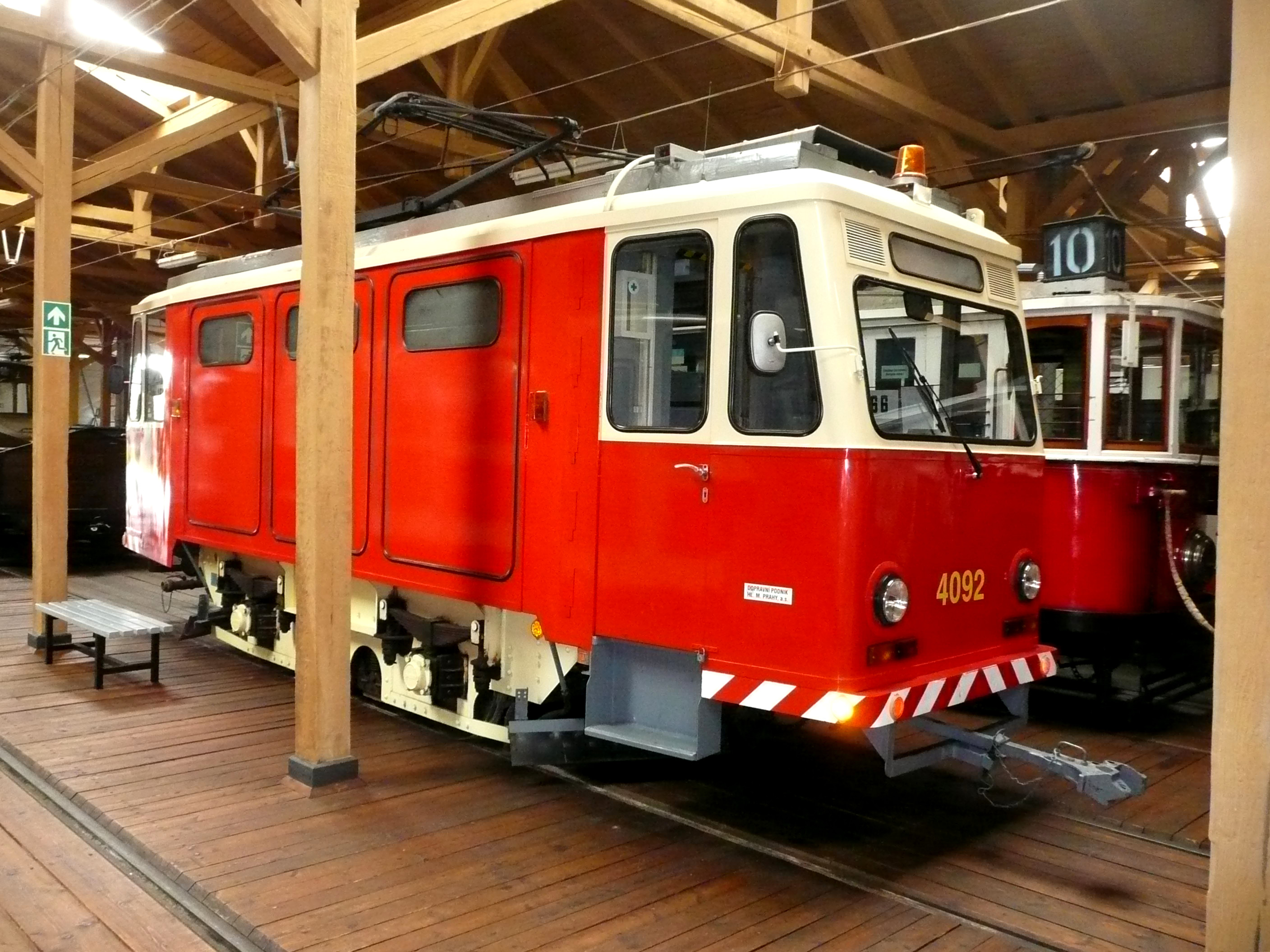
Brusič kolejí
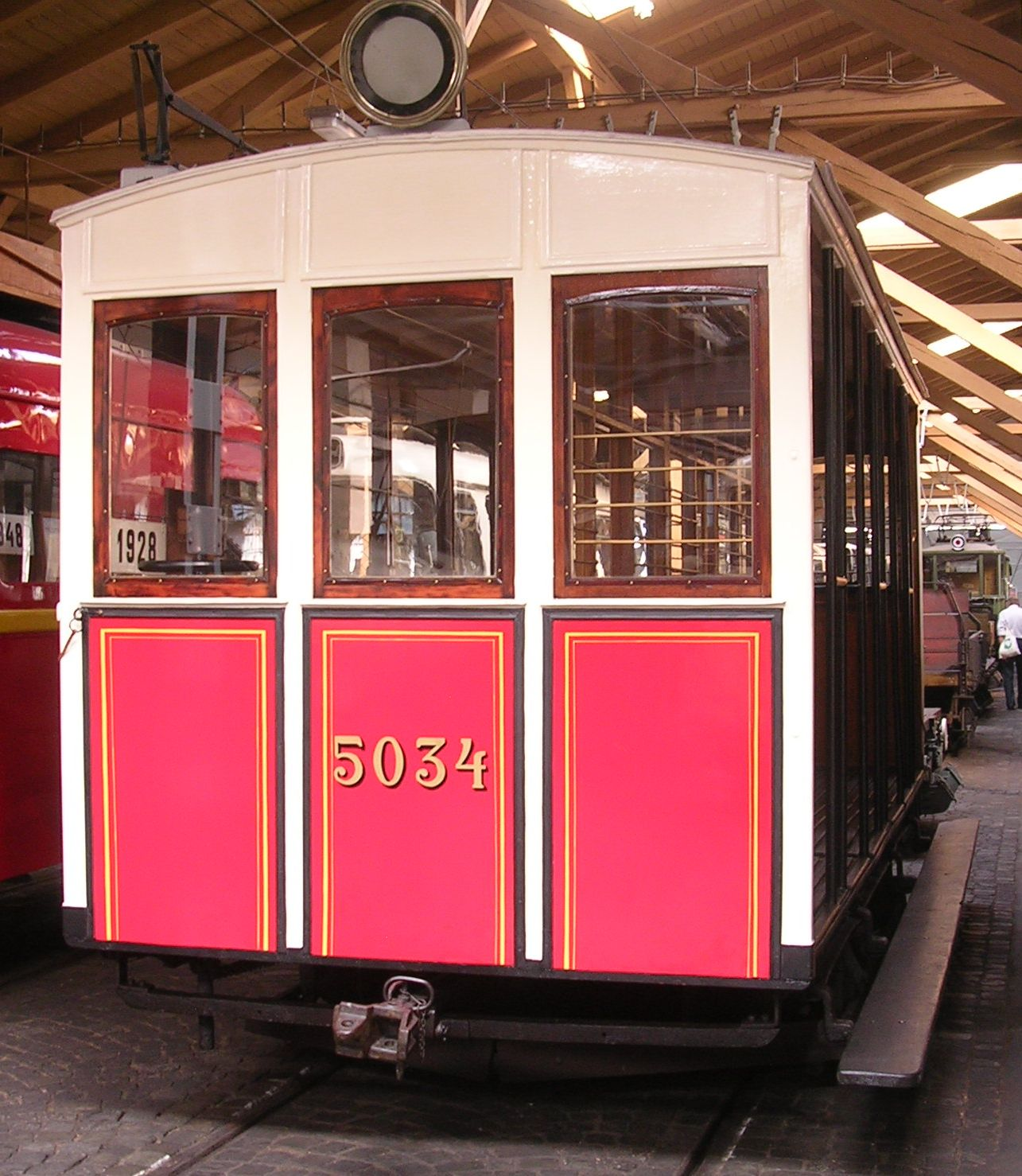
Pojízdná pokladna
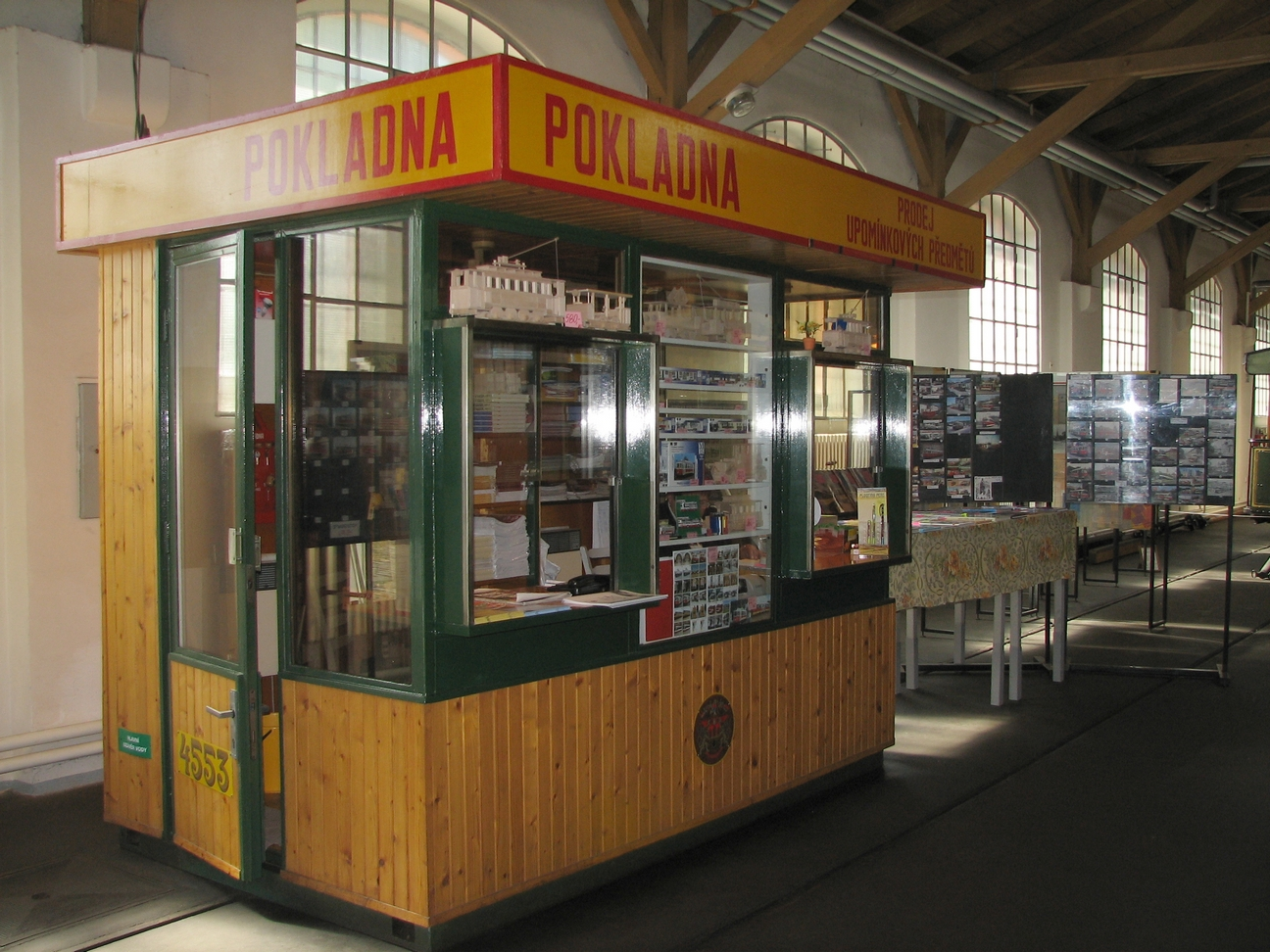
Pokladna v muzeu
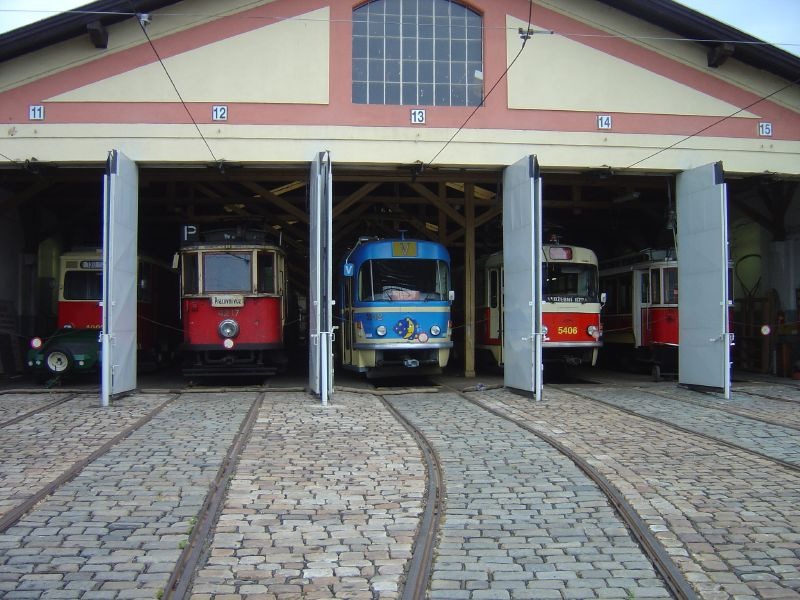
Vyhlídkové vozy využívané k jízdám po Praze
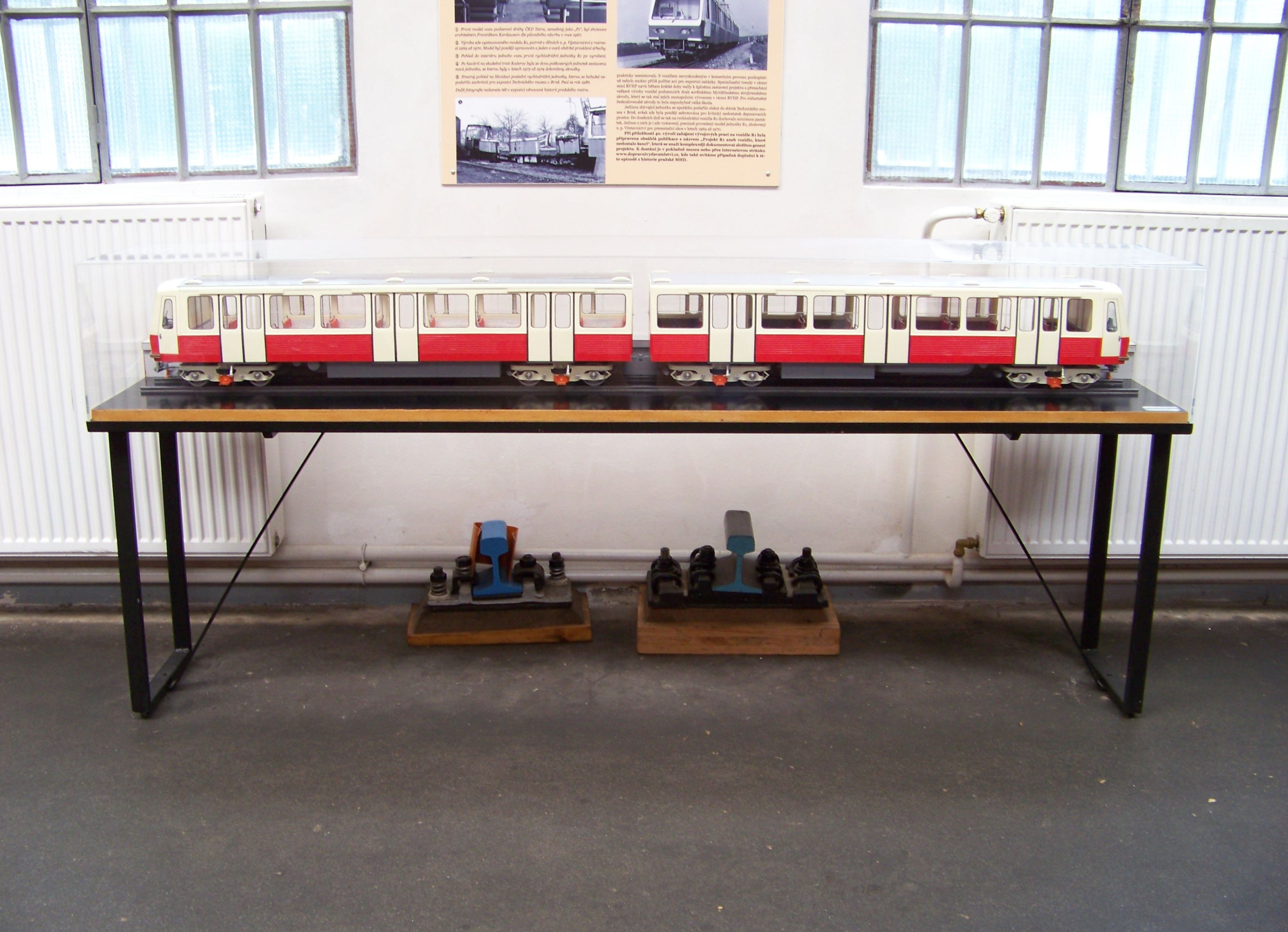
Model prototypu soupravy metra R1